# Список улиц Курска
В настоящем списке приведены улицы, переулки, площади, проспекты, проезды, тупики и набережные Курска. Переименованные, поглощённые и застроенные улицы выделены курсивом.
В первом генплане города, утверждённом императрицей Екатериной II в феврале 1782 года, было обозначено 49 улиц. По мере застройки и включения в черту города окружающих его поселений, количество улиц периодически увеличивалось:
| год    | 1782 | 1904 | 1926 | 1933 | 1944 | 1948 | 1980 | 1988 | 1991 | 2000  |
| кол-во | 49   | 120  | 156  | 170  | 250  | 278  | 684  | 685  | 780  | > 900 |

Переименование улиц, произведённое в 1918 году, к первой годовщине Октябрьской революции, де-юре было оформлено в 1925 году.
Населённые пункты вошедшие в состав Курска:
- 20 февраля 1932 — Ямской посёлок (до 25 марта 1929 Ямская слобода)
- 19 сентября 1939 — Казацкая, Пушкарная, Стрелецкая слобода, Владимирский посёлок
- 24 февраля 1955 — деревни: 1-е Ламоново, 2-е Ламоново, Дворецкая Поляна, 2-е Цветово
- 12 июня 1972 — деревни: Мурыновка, Поповка, 3-е Цветово, 4-е Цветово; сёла: 1-е Нижнее Гуторово, 2-е Нижнее Гуторово, западная часть села Рышково.
- 7 сентября 1992 — в состав Курска вошли четыре улицы деревни 1-е Цветово
- 9 июня 2014 — посёлок Северный

| # А Б В Г Д Е Ё Ж З И К Л М Н О П Р С Т У Ф Х Ц Ч Ш Щ Э Ю Я |

## 0—9
- 50 лет Октября улица — до 15 сентября 1967 улица Выгонная
- 8-й Лог улица — наименование присвоено 14 июня 1991
- 8-е Марта улица — ранее Георгиевская улица
- 9-й Лог улица — наименование присвоено 14 июня 1991
- 9-е Января улица — до 5 ноября 1918 улица Гапонцевская
- 950-летия города Курска площадь — наименование присвоено 17 февраля 1982

## А
- Абрикосовая улица — наименование присвоено 16 февраля 2016[1]
- Авраамовская улица (2-й полицейской части) — с 5 ноября 1918 улица Халтурина
- Авраамовская улица (3-й полицейской части) — с 5 ноября 1918 улица Добролюбова
- Автодромная улица — наименование присвоено 24 октября 1991
- Автодромный 1-й переулок — наименование присвоено 24 октября 1991
- Автодромный 2-й переулок — наименование присвоено 24 октября 1991
- Автодромный 3-й переулок — наименование присвоено 24 октября 1991
- Автодромный 4-й переулок — наименование присвоено 24 октября 1991
- Агрегатная улица — с 25 июня 2001 в составе Курска; 24 мая 2002 переименована в улицу 1-я Агрегатная, так как является её продолжением[2]
- Агрегатная 1-я улица — наименование присвоено 23 мая 1958, 24 мая 2002 в состав улицы включена улица Агрегатная
- Агрегатная 2-я улица — наименование присвоено 23 мая 1958
- Агрегатная 3-я улица — наименование присвоено 23 мая 1958
- Агрегатный 1-й переулок
- Агрегатный 2-й переулок
- Агрегатный 3-й переулок
- Агрегатный 4-й переулок
- Агрегатный 5-й переулок
- Агрегатный 6-й переулок
- Агрегатный 7-й переулок
- Посёлок Аккумулятор улица — 6 октября 1949 в состав города включена территория завода № 111 (ныне «Аккумулятор») и посёлок при заводе
- Александра Марашева улица — наименование присвоено 20 апреля 2021[3] в честь А. С. Марашева[4]
- Александра Невского улица — названа в честь Александра Невского — до 24 июля 1999 улица Колхозная; до 1937 улица Невского (в честь Владимира Невского); до 5 ноября 1918 улица Генеральная; до 1782 Генеральная Межа (Генеральная линия).
- Александровская улица (Ямская слобода) — с 1925—1930 улица Парижской Коммуны
- Аллейная улица — наименование присвоено 30 июня 1972 части улицы Центральная деревни 3-е Цветово в связи с включением в городскую черту
- Анатолия Дериглазова проспект — наименование присвоено 22 октября 2013 в честь А. Ф. Дериглазова улице в составе посёлка Северный Курского района[5], 22 июля 2014 проспект вошёл в список улиц Курска[6].
- Андрея Хмелевского улица — наименование присвоено 16 февраля 2016 в честь А. А. Хмелевского[7]
- Анненская площадь — застроена в начале 1930-х. Занимала половину квартала Бочарова—Дзержинского—Овечкина. В 1925 участок площади вошел в состав площади имени III Интернационала
- Антокольского переулок
- Антокольского улица — названа в честь П. Г. Антокольского[8] или И. С. Антокольского[9] — до 5 ноября 1918 Успенская улица, ранее Малиновая улица
- Антоновская улица — наименование присвоено 18 февраля 2020[10]
- Аристарховой улица — названа в честь Анны Аристарховой (товарищ «Анна»)[11] — ранее Анны Аристарховой улица; до 1925 улица Товарища Анны (Аристарховой); до 5 ноября 1918 Третья Сергиевская улица; до 1905 Верхняя Набережная
- Арматурная улица — наименование присвоено 30 июня 1972 улице 4-я Рышковская села Рышково в связи с включением в городскую черту
- Артельный 1-й переулок — ныне 1-й Моковский проезд
- Артельный 2-й переулок — ныне 2-й Моковский проезд
- Артельный 3-й переулок
- Артёма улица — наименование присвоено 6 апреля 1962 в честь товарища Артёма, в состав улицы вошли Биркинская улица и часть улицы Тамбовская от реки Ровец до реки Тускарь
- Архангельская улица — с 5 ноября 1918 улица Карла Либкнехта
- Асеева переулок — до 15 января 1965 переулок Буйволовский (Буйловский, Буйловый)
- Асеева улица — названа в честь Н. Н. Асеева — до 15 января 1965 Буйволовская (Буйловская, Буйловая)
- Атрепьев (Отрепьев) хутор улица — с 13 января 1961 улица 2-я Орловская
- Ахтырская улица — 9 июня 1928 выделен переулок Ахтырский
- Ахтырский переулок — с 9 июня 1928, ранее в составе улицы Ахтырская
- Ахтырский тупик — наименование присвоено 25 октября 1957
- Аэродромная улица — наименование присвоено 17 мая 1957
- Аэродромный 1-й переулок — наименование присвоено 17 мая 1957
- Аэродромный 2-й переулок — наименование присвоено 17 мая 1957
- Аэродромный 3-й переулок — наименование присвоено 17 мая 1957
- Аэродромный 4-й переулок — наименование присвоено 7 марта 1958
- Аэроклубная улица — наименование присвоено 25 мая 1992
- Аэропортовская улица — наименование присвоено 24 июня 1993

## Б
- Банный переулок — наименование присвоено 11 февраля 1940 переулку слободы Казацкая после включения последней в городскую черту
- Барнышёвская площадь — с 1940 площадь Добролюбова
- Басьяновская улица — наименование присвоено 25 мая 1992
- Бебеля улица — названа в честь Августа Бебеля — с 5 марта 2005 улица Серафима Саровского[12]
- Беговая улица — наименование присвоено 30 августа 1928 части улицы Выгонная
- Белая улица — наименование присвоено 24 октября 1991
- Белая Гора улица — с 21 января 1958 улица Петра Минакова
- Белгородская улица — наименование присвоено 24 апреля 1953
- Белевцевская улица — с 1934 улица Челюскинцев
- Белинского улица — наименование присвоено 15 января 1965 в честь В. Г. Белинского, ранее Пастуховская улица
- Беловская улица — наименование присвоено 3 февраля 1992
- Береговая (Береговая Тускарная) улица — 9 июня 1928 часть улицы от дрожже-винокуренного завода до перевоза через реку Тускарь названа улица Дачная, остальная часть 30 августа 1928 переименована в переулок Тускарный
- Береговая (Подгорная) улица — с 1910-х улица Тускарная
- Береговая улица — до 1947 Куровая-Береговая (Береговая-Куровая) улица; до 1910 Новая Береговая улица; ранее улица Береговая
- Береговой переулок — в 1928 вошёл в состав улицы Урицкого (от Красной площади до улицы Володарского), до 1918 Навозный переулок
- Береговой тупик — ныне Золотой проезд
- Бережна́я улица — в 1930 улицы Бережна́я (участок от Дубровинского в сторону реки Тускарь) и Гусиновая (участок от реки Тускарь и далее) образовали улицу Чернышевского (с 1939 улица Островского).
- Берёзовая улица — наименование присвоено 14 июня 1991
- Берёзовый 1-й переулок — наименование присвоено 14 июня 1991
- Берёзовый 2-й переулок — наименование присвоено 14 июня 1991
- Берёзовый 3-й переулок — наименование присвоено 14 июня 1991
- Берёзовый 4-й переулок — наименование присвоено 14 июня 1991
- Берёзовый 5-й переулок — наименование присвоено 14 июня 1991
- Берёзовый 6-й переулок — наименование присвоено 14 июня 1991
- Берёзовый проезд
- Биркинская улица — с 6 апреля 1962 в составе улицы Артёма
- Благодатный 1-й переулок — наименование присвоено 27 марта 1995
- Благодатный 2-й переулок — наименование присвоено 27 марта 1995
- Благодатный 3-й переулок — наименование присвоено 27 марта 1995
- Блинова переулок — до 15 января 1965 часть улицы Павлова, до 14 сентября 1951 переулок Скорняковский, до 30 августа 1928 часть улицы Скорняковская
- Блинова улица — названа в честь К. М. Блинова — образована 15 января 1965 из улицы Скорняковская (де-юре с 16 июля 1943 улица Кокурина[13]) и улицы Героя Блинова (до 16 июля 1943 проезд Скорняковский)
- Боголюбская улица — наименование присвоено 20 августа 2013[14]
- Богословская Лесная площадь — до конца XIX века. С 1935 парк имени Дзержинского
- Богословская площадь — конец XIX века — 1918. С 1935 парк имени Дзержинского
- Богословская улица — с 5 ноября 1918 улица Чернышевского
- Бойцов 9-й дивизии улица — наименование присвоено 12 июля 1968 в честь бойцов 9-й стрелковой дивизии, ранее улица Сороковая; до 1925 улица Большая Сороковая
- Больничный переулок — наименование присвоено 30 июня 1972 переулку Садовый деревни 1-е Нижнее Гуторово в связи с включением в городскую черту
- Большая Коренская улица (слобода Ямская) — часть современной улицы Дубровинского (от улицы Маяковского до улицы Фрунзе)
- Большая Московская Десятопятницкая площадь — ныне площадь Перекальского
- Большая Сороковая улица — ныне улица Бойцов 9-й дивизии
- Большая Херсонская улица — ныне улица Дзержинского
- Большевиков улица — до 5 ноября 1918 Покровская улица
- Борзеновская улица — также ранее Борзенковская, Барзеновская; образовалась в слободе Стрелецкая не позднее 1922, наименование утверждено 11 февраля 1940 в связи с включением в городскую черту
- Борзеновский переулок
- Борзенковский проезд — с 19 августа 1949 1-й Тимский переулок
- Борововка 1-я улица — 18 мая 1946 вошла в сосав улицы Нижне-Казацкая
- Борововка 2-я улица — 18 мая 1946 вошла в сосав улицы Нижне-Казацкая
- Боровых улица — наименование присвоено 16 января 1992 в честь А. Е. Боровых
- Бородино (Бырдино) поле — ныне парк Героев Гражданской войны
- Бочарова улица — названа в честь В. М. Бочарова — до 15 сентября 1967 Сиротская улица. Первоначально именовалась Нижняя Кузнецкая (Кузнечная),
- Бочаровская улица — образовалась в слободе Стрелецкая не позднее 1920, наименование утверждено 11 февраля 1940 в связи с включением в городскую черту
- Боярская улица — ныне улица Разина
- Братская улица — наименование присвоено 30 июня 1972 части улице Колхозная деревни Поповка в связи с включением в городскую черту
- Броневая улица — наименование присвоено 25 мая 1992
- Брусничная улица — наименование присвоено 18 февраля 2020[10]
- Брянская улица — наименование присвоено 16 февраля 2016[1]
- Бугорская улица — ранее улица Бугор слободы Пушкарная, 11 февраля 1940 утверждено наименование Бугорская в связи с включением в городскую черту
- Бугорская 1-я улица
- Бугорская 2-я улица
- Бугорский проезд — наименование присвоено 28 ноября 1958
- Будённовская улица (слобода Стрелецкая) — 11 февраля 1940 переименована в улицу Будённого в связи с включением в городскую черту
- Будённого улица — с 25 октября 1957 улица Чайковского
- Буйволовская (Буйловская, Буйловая) улица — с 15 января 1965 улица Асеева
- Буйволовский (Буйловский, Буйловый) переулок — с 15 января 1965 переулок Асеева
- Бурнашевская площадь — в честь С. Д. Бурнашева — ныне площадь Добролюбова
- Бурцевка улица — ранее одноимённая улица слободы Казацкая
- Бурцевский 1-й переулок — наименование присвоено 21 марта 1958
- Бурцевский 2-й переулок — наименование присвоено 21 марта 1958
- Бурцевский 3-й переулок — наименование присвоено 21 марта 1958
- Бурцевский 4-й переулок — наименование присвоено 21 марта 1958
- Бурцевский 5-й переулок — наименование присвоено 21 марта 1958
- Бурцевский 6-й переулок — наименование присвоено 21 марта 1958
- Бурцевский 7-й переулок — наименование присвоено 21 марта 1958
- Бурцевский 8-й переулок — наименование присвоено 21 марта 1958
- Бурцевский 9-й переулок — наименование присвоено 21 марта 1958
- Бурцевский проезд — наименование присвоено 14 июня 1991
- Бутко тупик (переулок) — ныне в составе улицы Бутко, ранее тупик Цыганский на ямах слободы Стрелецкая
- Бутко улица — наименование присвоено в 1925 в честь Г. М. Бутко[15], ранее улица Цыганская на ямах, позже в состав улицы вошли часть улицы Кладбищенская (от Интернациональной до Театральной) и тупик (переулок) Бутко

## В
- Вадима Кирпиченко улица — наименование присвоено 21 сентября 2022[16] в честь В. А. Кирпиченко
- Васильевский переулок
- Васильковая улица — наименование присвоено 24 октября 1991
- Васильковый переулок
- Ватутина улица — наименование присвоено 14 сентября 1951 в честь Н. Ф. Ватутина, с 5 ноября 1918 улица Лассаля; ранее Чикинская улица. С 1980 участок от улицы Радищева до улицы Ленина застроен.
- Велюровая улица — наименование присвоено 25 мая 1992
- Вербная улица — наименование присвоено 5 апреля 2022[17]
- Верхнеказацкий переулок
- Верхнеказацкий 1-й переулок — наименование присвоено 22 марта 1949 запроектированному переулку
- Верхнеказацкий 2-й переулок — наименование присвоено 22 марта 1949 запроектированному переулку
- Верхнеказацкий 3-й переулок — наименование присвоено 22 марта 1949 запроектированному переулку
- Верхнеказацкий 4-й переулок — наименование присвоено 22 марта 1949 запроектированному переулку
- Верхний Гостиный переулок — также ранее Верхнегостиный переулок, наименование присвоено 30 августа 1928 верхней части Нижне-Гостиной улицы межу улицами Марата и Урицкого
- Верхний Луговой переулок — ранее Верхнелуговой переулок; до 1936 переулок Луговой
- Верхняя Гостинная улица — с 1918 в составе улицы Марата (от переулка Верхний Гостинный до улицы Семёновская с поворотом к улице Почтовая)
- Верхняя Казацкая улица — с 1936. В состав улицы вошли: улица Грачёвка (от Скорятина до Мичурина); улица Сафоновка (от Мичурина до Запольной); улица Трубаровка (от Запольной до Масловки); улица Гусевка (от Масловки до Пучковки).
- Верхняя (Первая) Лазаретная улица (до 1900-х) — ныне в составе улицы Димитрова
- Верхняя Луговая улица — с 1936. В состав улицы вошли: улица Луговая (до 1925 улица Луговая Набережная {Луговая-Береговая}) (от улицы Дзержинского до улицы Суворовская); улица Кузнечная (от Суворовской до Бойцов 9-й дивизии); улица Ленивый Базар (от Бойцов 9-й дивизии до Запольной); улица Саленовка (от Запольной до Масловки); улица Золотовка (от Масловки до Пучковки); улица Сигаевка (от Пучковки и севернее).
- Верхняя Набережная улица (до 1905) — ныне улица Аристарховой
- Верхняя Набережная улица (1905—1918, 1925—1977) — с 27 июля 1973 улица Сонина
- Верхняя Рябиновая улица — наименование присвоено 27 января 2004
- Верхняя Садовая улица (слобода Пушкарная) — ныне улица 1-я Пушкарная
- Верхняя Солдатская улица (до 1870-х) — ныне улица Суворовская
- Весёлая улица — с 18 августа 1980 улица Кати Зеленко
- Весёлая улица (село Поповка) — 30 июня 1972 переименована в улицу Спортивная в связи с включением в городскую черту
- Весёлая улица (деревня 4-е Цветово) — 30 июня 1972 одна часть улицы, вместе с переулком Весёлый, преобразованы в улицу Радужная, другая часть улицы преобразована в улицу Хвойная в связи с включением в городскую черту
- Весёлый переулок (деревня 4-е Цветово) — 30 июня 1972, вместе с частью улицы Весёлая, преобразованы в улицу Радужная в связи с включением в городскую черту
- Весенний 1-й переулок
- Весенний 2-й переулок
- Весенний 3-й переулок
- Весенний 4-й переулок
- Весенний 1-й проезд — наименование присвоено 23 мая 1958
- Весенний 2-й проезд — наименование присвоено 23 мая 1958
- Весенний 3-й проезд — наименование присвоено 23 мая 1958
- Веспремская улица — наименование присвоено 15 мая 1987 в честь графства Веспрем (побратима Курской области), ранее Орловский проезд
- Ветка 48 км
- Видяевская улица — наименование присвоено 25 апреля 2023[18], названа в честь ЗАТО Видяево
- Виноградная улица — наименование присвоено 30 марта 1994 улице Молодёжная деревни 1-е Цветово в связи с включением в городскую черту
- Вишнёвая 1-я улица — наименование присвоено 23 июня 1972 улице Мичурина деревни Мурыновка в связи с включением в городскую черту
- Вишнёвая 2-я улица — наименование присвоено 23 июня 1972 улице 2-я Мичурина деревни Мурыновка в связи с включением в городскую черту
- Вишневская улица (Ямская слобода) — в 1927 вошла в состав улицы Октябрьская (участок от улицы Первомайская до улицы Фрунзе)
- Вишнёвый переулок
- Владимира Лукина улица — наименование присвоено 20 сентября 2016[19] в честь В. П. Лукина
- Водяная улица — наименование утверждено 11 февраля 1940 бывшей одноимённой улице слободы Стрелецкой
- Воздушная улица — наименование присвоено 24 июня 1993
- Вокзальная улица — ныне улица Интернациональная
- Вокзальная улица — в 1930—1945 улица Юных пионеров
- Волкова улица — застроена, располагалась между улицами Краснознамённая и Герцена, названа в честь М. В. Волкова[20]
- Воловая (Валовая) улица — с 15 января 1965 улица Кольцова
- Володарского улица — названа в честь В. Володарского — до 5 ноября 1918 Вторая Сергиевская улица. До 1890 состояла из: улицы Тускарной (от Марата до Уфимцева); улицы Сушковской (от Уфимцева до Мирной). В 1935 в состав улицы Володарского включён Береговой переулок (до 1918 Навозный переулок) — участок от улицы Урицкого до улицы Марата.
- Вольная улица — наименование присвоено 9 августа 1991
- Вольный 1-й переулок — наименование присвоено 9 августа 1991
- Вольный 2-й переулок — наименование присвоено 9 августа 1991
- Вольный 3-й переулок — наименование присвоено 9 августа 1991
- Вольный 4-й переулок — наименование присвоено 9 августа 1991
- Вольный 5-й переулок — наименование присвоено 9 августа 1991
- Вольный 6-й переулок — наименование присвоено 9 августа 1991
- Воронежская 1-я улица
- Воронежская 2-я улица
- Воронежская 3-я улица — наименование присвоено 14 февраля 1947
- Воронежский переулок — наименование присвоено 12 февраля 1954
- Воронежский 1-й проезд — наименование присвоено 29 марта 1957
- Воронежский 2-й проезд — наименование присвоено 29 марта 1957
- Воротний переулок — наименование присвоено 5 апреля 1947
- Воротний 2-й переулок — наименование присвоено 17 января 1948
- Воротний 3-й переулок — наименование присвоено 23 апреля 1954
- Воротняя улица — с 3 марта 1967 улица Павлуновского
- Ворошилова улица — названа в 1939 в честь К. Е. Ворошилова — с 25 октября 1957 улица Дубровинского
- Восточная улица — наименование присвоено 14 сентября 1951
- Восточная 2-я улица — до 12 января 1962 улица Сталина
- Восточная 3-я улица — наименование присвоено 5 марта 2005[21]
- Восточная 4-я улица — наименование присвоено 5 марта 2005[21]
- Восточная 5-я улица — наименование присвоено 5 марта 2005[21]
- Восточная 6-я улица — наименование присвоено 5 марта 2005[21]
- Восточный переулок — наименование присвоено 23 июня 1972 переулку Ильича деревни Мурыновка в связи с включением в городскую черту
- Вузовская площадь — с 1944 площадь Перекальского
- ВЧК улица — до 1940 улица Дзержинского Ямской слободы. До 1935 состояла из улицы Узкая Бахча (от улицы Интернациональной до улицы Октябрьской) и Цыганской улицы (от улицы Октябрьской до железной дороги)
- Выгонная улица — 30 августа 1928 выделена улица Беговая, с 15 сентября 1967 улица 50 лет Октября,
- Выгонная улица (деревня 4-е Цветово) — 30 июня 1972 переименована в улицу Раздольная в связи с включением в городскую черту
- Выгонный переулок (деревня 4-е Цветово) — 30 июня 1972 переименован в переулок Раздольный в связи с включением в городскую черту
- Выгонный переулок — наименование присвоено 22 марта 1949
- Выгонный 2-й переулок — наименование присвоено 24 сентября 1954
- Выгонный тупик — наименование присвоено 24 сентября 1954
- Вырки улица — 18 мая 1946 вошла в состав улицы Понизовка
- Вячеслава Клыкова проспект — наименование присвоено 11 сентября 2006[22] в честь В. М. Клыкова

## Г
- Гагарина улица — наименование присвоено 23 сентября 1968 в честь Ю. А. Гагарина
- Гайдара улица — наименование присвоено 15 января 1965 в честь А. П. Гайдара, с 1938 улица Золотаревская; с 1937 улица Ежова; с 1934 улица Октябрьская; ранее улица Золотаревская; до начала XIX века улица Благовещенская
- Гапонцевская улица — с 5 ноября 1918 улица 9 Января
- Гаражная улица — наименование присвоено 15 августа 1955 бывшей улице деревни Дворецкая Поляна
- Гатневская (Гатневка) улица (слобода Ямская) — ныне в составе улицы Дубровинского (участок от улицы Фрунзе на север)
- Гвардейская улица
- Генерала Григорова улица — наименование присвоено 16 декабря 2014[23] в честь генерал-майора Н. А. Григорова[24]
- Генерала Тупикова улица — наименование присвоено 21 февраля 2023[25] в честь генерал-майора В. И. Тупикова
- Генеральная Межа (до 1782) — ныне улица Александра Невского
- Генеральная улица (1782—1918) — ныне улица Александра Невского
- Генерально-Бурнашёвская площадь (до конца XIX века) — ныне площадь Добролюбова
- Георгиевская площадь — ныне Георгиевский сквер
- Георгиевская улица — ныне улица 8 Марта
- Георгиевский сквер — до 18 февраля 2020[26] Пролетарский сквер; до 1930 Пролетарская площадь; до 1918 Георгиевская площадь
- Георгия Свиридова сквер — наименование присвоено 19 августа 2014[27] в честь Г. В. Свиридова
- Героев Гражданской войны парк — до 1936 площадь Первого Мая; до 1918 Бородино (Бырдино) поле; до 2-й половины XIX века Подвальная площадь
- Героев Курской битвы площадь
- Герцена улица — наименование присвоено в 1928 в честь А. И. Герцена
- Глинище переулок — с 22 июня 1984 переулок Пирогова
- Глинище улица — с 22 июня 1984 улица Пирогова
- Глинская улица — наименование присвоено 20 августа 2013[14]
- Глушковская улица — наименование присвоено 3 февраля 1992 года, с 22 апреля 1998 улица Лесная Поляна
- Гнучева Гора (также Гнучевская улица) — ныне чётная сторона улицы Мирная от улицы Володарского к Боевой даче
- Гоголя переулок (ранее Гоголевский переулок) — в 1925—1936 переулок 1-го Мая
- Гоголя улица (ранее Гоголевская улица) — названа в честь Н. В. Гоголя — до 1911 улица Первая Мещанская 2-й Полицейской части (улица Первая Мещанская у Московских ворот); до второй половины XIX века улица Бородино (Бырдино) поле
- Голубая улица — наименование присвоено 24 октября 1991
- Голубиная улица — наименование присвоено 30 июня 1972 улице 2-я Железнодорожная села Рышково в связи с включением в городскую черту
- Голубой переулок — наименование присвоено 24 октября 1991
- Гомельская улица — наименование присвоено 16 февраля 2016[1]
- Горелый Лес улица — наименование присвоено 11 февраля 1940, с 22 июня 1984 улица Соловьиная
- Городовая улица — с середины XIX века улица Воротняя (Воротная), с 3 марта 1967 улица Павлуновского
- Городская улица — наименование присвоено 15 августа 1955 улице деревни 2-е Цветово в связи с включением в городскую черту; 30 июня 1972 в её состав вошла улица Набережная деревни 3-е Цветово в связи с включением в городскую черту
- Горького улица — названа в честь М. Горького — до 1945 улица Максима Горького; до 5 ноября 1918 улица Первая Сергиевская; до 1890 улица Сергиевская
- Гостинная улица — с 1918 в составе улицы Марата (от переулка Верхний Гостинный до улицы Володарского)
- Гостинная улица — до 1970 улица Нижняя Гостинная
- Грачёвка улица (Казацкая слобода) — с 1936 в составе улицы Верхняя Казацкая (от улицы Скорятина до улицы Мичурина)
- Гремяченская улица — наименование присвоено 11 ноября 1988
- Грушевая улица — наименование присвоено 18 февраля 2020[10]
- Гудкова улица — наименование присвоено 16 декабря 2014[28] в честь А. Ф. Гудкова
- Гунатовская улица — наименование присвоено 11 февраля 1940 улице Стрелецкой слободы в связи с включением в городскую черту
- Гунатовский проезд — наименование присвоено 11 октября 1957
- Гусевка улица (Казацкая слобода) — с 1936 в составе улицы Верхняя Казацкая (от улицы Масловка до улицы Пучковка)
- Гусиновая улица (слобода Ямская) — в 1930 улицы Бережна́я (участок от Дубровинского в сторону реки Тускарь) и Гусиновая (участок от реки Тускарь и далее) образовали улицу Чернышевского (с 1939 улица Островского)
- Гуторовская улица — наименование присвоено 30 июня 1972 части улицы Луговой села Нижнее Гуторово в связи с включением в городскую черту
- Гуторовская 1-я улица — наименование присвоено 27 октября 1994
- Гуторовская 2-я улица — наименование присвоено 27 октября 1994
- Гуторовская 3-я улица — наименование присвоено 27 октября 1994
- Гуторовская 4-я улица — наименование присвоено 27 октября 1994
- Гуторовский 1-й переулок — наименование присвоено 30 июня 1972 части улицы Луговой села Нижнее Гуторово в связи с включением в городскую черту
- Гуторовский 2-й переулок — наименование присвоено 30 июня 1972 части улицы Луговой села Нижнее Гуторово в связи с включением в городскую черту
- Гуторовский 3-й переулок — наименование присвоено 14 мая 2003[29]

## Д
- Дальние парки улица — наименование присвоено 21 мая 1993
- Даньшинская улица — с 22 августа 1974 улица Овечкина
- Даньшинский переулок — наименование присвоено 22 сентября 1947
- Даньшинский 1-й переулок — наименование присвоено 11 июля 1952
- Даньшинский 2-й переулок — наименование присвоено 11 июля 1952
- Даньшинский 3-й переулок — наименование присвоено 11 июля 1952
- Даньшинский 4-й переулок — наименование присвоено 11 июля 1952
- Даньшинский 5-й переулок — наименование присвоено 17 октября 1952
- Даньшинский 6-й переулок — наименование присвоено 17 октября 1952
- Даньшинский 7-й переулок — наименование присвоено 17 октября 1952
- Дачная улица — наименование присвоено 9 июня 1928 части бывшей улицы Береговой (Береговой Тускарной) от дрожже-винокуренного завода до перевоза через реку Тускарь
- Дворянская улица — с 5 ноября 1918 улица Л. Толстого
- Дворянская улица (Ямская слобода) — с 1930 часть улицы Фрунзе (участок от улицы Октябрьская на запад)
- Дейнеки улица — наименование присвоено 4 июня 1976 в честь А. А. Дейнеки, с 19 августа 1949 улица 3-я Заводская
- Денисовка улица — наименование присвоено 11 февраля 1940, с 15 сентября 1967 улица Сыромятникова
- Денисовский переулок — наименование присвоено 26 февраля 1956
- Детства улица — наименование присвоено 18 февраля 2020[10]
- Дзержинского площадь — неофициальное название перекрёстка улиц Энгельса, Дзержинского и Беговая
- Дзержинского улица (Стрелецкая слобода) — 11 февраля 1940 преобразована в улицы 2-я Стрелецкая и Новосёловка в связи с включением в городскую черту
- Дзержинского улица (Ямская слобода) — в 1940 переименована в улицу ВЧК в связи с включением в городскую черту
- Дзержинского улица — наименование присвоено 6 января 1928 в честь Ф. Э. Дзержинского, с 5 ноября 1918 улица Троцкого; ранее улица Херсонская; до 1780-х Белгородская (Белогородская) дорога
- Диасамидзе улица — наименование присвоено 7 апреля 1995 в честь М. С. Диасамидзе
- Дивная улица — наименование присвоено 18 февраля 2020[10]
- Димитрова улица — названа в честь Г. М. Димитрова — до 1900-х улица Верхняя (Первая) Лазаретная (участок от улицы Марата до улицы Гоголя); до 1935 улица Кондыревская (участок от улицы Марата до улицы Гоголя); до 1935 улица Кузнечная (участок от улицы Гоголя до Московской площади). В 1935 участок улицы Кузнечной (от улицы Гоголя до улицы 1-я Пушкарная) вошёл в состав улицы Димитрова. Участок улицы Кузнечной (от улицы 1-я Пушкарная до Московской площади) назван переулок Кузнечный. В 1945 переулок Кузнечный вошёл в состав улицы Димитрова.
- Дмитриевская улица — наименование присвоено 14 июня 1991
- Дмитриевский проезд — наименование присвоено 14 июня 1991
- Дмитриевский тупик — наименование присвоено 24 января 1995
- Добрая улица — наименование присвоено 18 февраля 2020[10]
- Добролюбова площадь — до 1940 Барнышёвская площадь; до 1910 Бурнашёвская площадь; до конца XIX века Генерально-Бурнашёвская площадь.
- Добролюбова улица — наименование присвоено 5 ноября 1918 в честь Н. А. Добролюбова, ранее улица Авраамовская 3-й полицейской части; до 1-й половины XIX века Старооскольская улица
- Добрынинская улица — с 6 апреля 1962 улица Кутузова
- Домостроителей улица — до 20 июня 2014 улица посёлка Северный Курского района[5], 22 июля 2014 вошла в список улиц Курска[6]
- Дорожная улица — наименование присвоено 15 августа 1955
- Дорожный переулок — наименование присвоено 15 августа 1955
- Дроздовская улица — наименование присвоено 3 февраля 1992
- Дружбы проспект — наименование присвоено 17 февраля 1982
- Дружбы улица — наименование присвоено в 1961
- Дружининская улица — проложена в соответствии с генеральным планом 1782 года
- Дубовая Роща улица — наименование присвоено 3 февраля 1992
- Дубровинского улица — наименование присвоено 25 октября 1957 в честь И. Ф. Дубровинского, с 1939 улица Ворошилова; с 1930 улица Красноармейская. До 1930 улица состояла из улицы Кузнецовка (от Первомайской до Маяковского), ранее улица Бобровка; улицы Большая Коренская (от Маяковского до Фрунзе); улицы Гатневская (Гатневка) от Фрунзе на север
- Духовецкая улица — наименование присвоено 3 февраля 1992
- Дядин переулок — с 6 апреля 1962 в составе улицы Полевая (участок от улицы Малых до улицы Подвойского)

## Е
- Евгения Клевцова улица — наименование присвоено 18 февраля 2020 в честь Е. П. Клевцова[30]
- Евгения Носова улица — наименование присвоено 16 февраля 2016 в честь Е. И. Носова[7]
- Ежова улица — название улицы Гайдара с 1937 по 1938; названа в честь Н. И. Ежова
- Ендовищенская улица — до 1928 в состав улицы входил участок улицы Луначарского от КЭАЗа до улицы Дзержинского
- Ерёмина улица — наименование присвоено 25 апреля 1975 в честь А. К. Ерёмина, с 19 августа 1949 улица Окружная
- Есенинская улица — наименование присвоено 28 ноября 1991 в честь С. А. Есенина

## Ж
- Жасминная улица — наименование присвоено 21 января 1993
- Жданова улица — наименование присвоено 14 сентября 1951 в честь А. А. Жданова, с 26 мая 1989 улица Можаевская
- Железнодорожная улица — наименование присвоено 21 марта 1952
- Железнодорожная 1-я улица (село Рышково) — 30 июня 1972 переименована в улицу Пограничная в связи с включением в городскую черту
- Железнодорожная 2-я улица (село Рышково) — 30 июня 1972 переименована в улицу Голубиная в связи с включением в городскую черту
- Железнодорожный 1-й переулок — наименование присвоено 9 января 1953
- Железнодорожный 2-й переулок — наименование присвоено 9 января 1953
- Жемчужная улица — наименование присвоено 18 февраля 2020[31]
- Живописная улица — наименование присвоено 9 ноября 2016[32]
- Живописный переулок — наименование присвоено 9 ноября 2016[32]
- Жореса улица — название улицы Кирова с 5 ноября 1918 по 1935; названа в честь Жана Жореса
- Жуковского переулок — наименование присвоено 18 марта 1966, образован в 1948 как переулок Мурыновский
- Жуковского улица — наименование присвоено около 1932 улице 2-я Родионовская слободы Ямская в связи с включением в городскую черту; названа в честь Н. Е. Жуковского
- Журавлиная улица — наименование присвоено 21 января 1993

## З
- Заводская улица — до 4 июня 1976 улица 1-я Заводская
- Заводская 1-я улица — наименование присвоено 19 августа 1949, с 4 июня 1976 улица Заводская
- Заводская 2-я улица — наименование присвоено 19 августа 1949, ныне безымянный проезд между улицами Сумская и Пигорева
- Заводская 3-я улица — наименование присвоено 19 августа 1949, с 4 июня 1976 улица Дейнеки
- Заливная улица — наименование присвоено 25 мая 1992
- Западная 1-я улица — наименование присвоено 20 января 1956
- Западная 2-я улица — наименование присвоено 20 января 1956
- Западный Парк улица
- Заповедная улица — наименование присвоено 3 февраля 1992
- Заповедный проезд — наименование присвоено 24 января 1995
- Заполье улица (слобода Казацкая) — переименована в улицу Запольная 11 февраля 1940 в связи с включением в городскую черту
- Запольная улица — наименование присвоено 11 февраля 1940 улице Заполье слободы Казацкая в связи с включением в городскую черту
- Запольный 1-й переулок — наименование присвоено 22 марта 1949
- Запольный 2-й переулок — наименование присвоено 22 марта 1949
- Запольный 3-й переулок — наименование присвоено 22 марта 1949
- Запольный 4-й переулок — наименование присвоено 22 марта 1949
- Запрудная улица — наименование присвоено 3 февраля 1992
- Зареченский проезд — наименование присвоено 15 мая 1959
- Заречная площадь
- Заречная улица — наименование присвоено 21 марта 1952
- Заречный 1-й переулок — наименование присвоено 11 апреля 1953
- Заречный 2-й переулок — наименование присвоено 11 апреля 1953
- Заречный 3-й переулок — наименование присвоено 11 апреля 1953
- Заречный 1-й проезд
- Заречный 2-й проезд
- Звёздная улица — наименование присвоено 12 октября 1992
- Зелёная улица (деревня 3-е Цветово) — 30 июня 1972, вместе с частью улицы Центральная, преобразована в улицу Кольцевая в связи с включением в городскую черту
- Зелёная улица — наименование присвоено 22 октября 1947
- Земельная улица — наименование присвоено 11 апреля 1953
- Земельный переулок — наименование присвоено 11 апреля 1953
- Земляничная улица — наименование присвоено 16 февраля 2016[1]
- Знаменская улица — с 5 ноября 1918 улица Луначарского
- Знаменский проезд
- Золотаревская улица — с 15 января 1965 улица Гайдара
- Золотаревский проезд — застроен после 1945, соединял нынешние улицы Гайдара и Добролюбова
- Золотая улица — до 1935 участок от улицы Семёновская до реки Кур назывался Филимонова гора
- Золотовка улица (слобода Казацкая) — в 1936 вошла в состав улицы Верхняя Луговая (участок от улицы Масловка до улицы Пучковка)
- Золотой переулок
- Золотой проезд (до 1945) — с 1950 Золотой переулок
- Золотой проезд

## И
- Иванова улица — наименование присвоено 7 апреля 1995 в честь И. И. Иванова
- Ивановский переулок
- Ивовая улица — наименование присвоено 5 апреля 2022[17]
- Ивовый переулок — наименование присвоено 5 апреля 2022[17]
- Иевлевская улица — ныне улица Ломоносова
- Изумрудная улица — наименование присвоено 30 июня 1972 улице Новая деревни 3-е Цветово в связи с включением в городскую черту
- Ильинская улица — наименование присвоено 20 августа 2013[14]
- Ильича переулок (деревня Мурыновка) — 23 июня 1972 переименован в Восточный переулок в связи с включением в городскую черту
- Ильича улица — наименование присвоено 15 января 1965 в честь В. И. Ленина, ранее улица Пролетарская; ранее улица Родионовская слободы Ямская
- Институтская улица — наименование присвоено 28 ноября 1958
- Институтский 1-й переулок — наименование присвоено 28 ноября 1958
- Институтский 2-й переулок — наименование присвоено 28 ноября 1958
- Институтский 3-й переулок — наименование присвоено 28 ноября 1958
- Институтский 4-й переулок — наименование присвоено 28 ноября 1958
- III Интернационала площадь (1918—1935) — с 1935 парк имени Дзержинского
- Интернациональная улица — до 1927 улица Шоссейная, ранее Вокзальная
- Иорданский спуск — с 5 ноября 1918 переулок Рабочий
- Ипподромная улица — наименование присвоено 25 мая 1992
- Искристая улица — наименование присвоено 30 июня 1972 улице Юности деревни 3-е Цветово в связи с включением в городскую черту

## К
- Кавказская улица — наименование присвоено 11 февраля 1940 улице слободы Пушкарная в связи с включением в городскую черту
- Кавказская 2-я улица — наименование присвоено 28 ноября 1958
- Кавказская 3-я улица — наименование присвоено 28 ноября 1958
- Кавказская 4-я улица — наименование присвоено 28 ноября 1958
- Кавказский переулок
- Кагановича улица (слобода Стрелецкая) — названа в честь Л. М. Кагановича — 11 февраля 1940 преобразована в улицы 3-я и 5-я Стрелецкая, Новосёловка и Малая Новосёловка в связи с включением в городскую черту
- Кагановича улица — названа в честь Л. М. Кагановича — ныне улица Станционная
- Казацкая 1-я — 7-я улицы — наименования утверждены 11 февраля 1940 бывшим улицам слободы Казацкая в связи с включением в городскую черту
- Казиновка улица — с 1945 улица Нижняя Раздельная
- Казиновская (Казиновка) улица (слобода Ямская) — в 1927 вошла в состав улицы Октябрьская (участок от улицы Фрунзе и севернее)
- Калинина улица — названа в честь М. И. Калинина
- Камышовая улица — наименование присвоено 30 июня 1972 улице 3-я Комаровка села Рышково в связи с включением в городскую черту
- Карла Либкнехта улица — наименование присвоено 5 ноября 1918 в честь К. Либкнехта, ранее улица Архангельская. Неофициально именовалась улицами Слядневская, Михайло-Архангельская, Верхне-Михайловская
- Карла Маркса переулок — наименование присвоено 30 января 1948, с 27 июля 1973 улица Ломакина
- Карла Маркса улица — наименование присвоено 5 ноября 1918 в честь К. Маркса, ранее улица Шоссейная
- Кати Зеленко улица — наименование присвоено 18 августа 1980 в честь Е. И. Зеленко, ранее улица Весёлая
- Каширцева улица — наименование присвоено 26 июля 1957 в честь М. Г. Каширцева, ранее улица Молотова
- Каштановая улица — наименование присвоено 9 августа 1991
- Каштановый 1-й переулок — наименование присвоено 9 августа 1991
- Каштановый 2-й переулок — наименование присвоено 9 августа 1991
- Каштановый 3-й переулок — наименование присвоено 9 августа 1991
- Каштановый 4-й переулок — наименование присвоено 9 августа 1991
- Каштановый 5-й переулок — наименование присвоено 9 августа 1991
- Каштановый 6-й переулок — наименование присвоено 9 августа 1991
- Каштановый 7-й переулок — наименование присвоено 9 августа 1991
- Киевская улица
- Кирова улица — наименование присвоено около 1935 в честь С. М. Кирова, с 5 ноября 1918 улица Жореса, ранее улица Чистая (2-й полицейской части)
- Кирпичная улица — наименование присвоено 14 июля 1950
- Кирпичная 1-я улица (село Рышково) — 30 июня 1972 переименована в улицу Осенняя в связи с включением в городскую черту
- Кирпичная 2-я улица (село Рышково) — 30 июня 1972 переименована в улицу Призаводская в связи с включением в городскую черту
- Кирпичная 3-я улица (село Рышково) — 30 июня 1972 преобразована, вместе с улицей Центральная села Рышково в улицу Центральная в связи с включением в городскую черту
- Кирпичный 1-й переулок — наименование присвоено 14 июля 1950; 30 июня 1972 в его состав вошла улица 1-я Совхозная села Поповка в связи с включением в городскую черту
- Кирпичный 2-й переулок — наименование присвоено 14 июля 1950
- Кирпичный 3-й переулок — наименование присвоено 14 июля 1950
- Кислинская 1-я улица — наименование присвоено 11 апреля 1958
- Кислинская 2-я улица — наименование присвоено 11 апреля 1958
- Кислинская 3-я улица — наименование присвоено 11 апреля 1958
- Кислинская 4-я улица — наименование присвоено 11 апреля 1958
- Кислинская 5-я улица — наименование присвоено 11 апреля 1958
- Кислинский 1-й проезд
- Кислинский 2-й проезд
- Кладбищенский переулок — с 1930 переулок Театральный
- Кладбищенский переулок (до 1936) — ныне проезд Энгельса
- Кладбищенская улица (слобода Стрелецкая) — западный проезд у Привокзальной площади, ныне частично в составе улицы Бутко
- Кладбищенская улица (до 1935) — в 1939 вошла в состав улицы Красный Октябрь (участок от улицы Карла Маркса до улицы 1-я Пушкарная)
- Кладбищенская улица (1936—1970) — ныне проезд Энгельса
- Кладбищенская улица — с 13 января 1961 улица Мичурина
- Кленовая улица — наименование присвоено 9 августа 1991
- Кленовый 1-й переулок — наименование присвоено 9 августа 1991
- Кленовый 2-й переулок — наименование присвоено 9 августа 1991
- Кленовый 3-й переулок — наименование присвоено 9 августа 1991
- Кленовый 4-й переулок — наименование присвоено 9 августа 1991
- Кленовый 5-й переулок — наименование присвоено 9 августа 1991
- Кленовый проезд — наименование присвоено 9 августа 1991
- Клубная улица
- Клубная 1-я улица — наименование присвоено 23 мая 1958 запроектированным улицам
- Клубная 2-я улица — наименование присвоено 23 мая 1958 запроектированным улицам
- Клубный 1-й переулок — наименование присвоено 23 мая 1958
- Клубный 2-й переулок — наименование присвоено 23 мая 1958
- Клубный 3-й переулок — наименование присвоено 23 мая 1958 запроектированным переулкам
- Клубный 4-й переулок — наименование присвоено 23 мая 1958 запроектированным переулкам
- Клубный 1-й проезд — наименование присвоено 23 мая 1958
- Клубный 2-й проезд — наименование присвоено 23 мая 1958
- Клубный 3-й проезд — наименование присвоено 23 мая 1958 запроектированному проезду
- Клюквинская улица — наименование присвоено 24 июня 2003, включена в городскую черту 25 апреля 2001 как улица Клюквенская
- Клюквинская 1-я улица — наименование присвоено 24 июня 2003, включена в городскую черту 25 апреля 2001 как улица 1-я Клюквенская
- Клюквинская 2-я улица — наименование присвоено 24 июня 2003, включена в городскую черту 25 апреля 2001 как улица 2-я Клюквенская
- Княжая-Береговая улица — ныне улица Семёновская
- Княжеская улица — наименование присвоено 20 августа 2013[14]
- Кожевенная 1-я улица — до 80-х XIX века улица Прогонная
- Кожевенная 2-я улица
- Кожевенная 3-я улица
- Кожевенная 4-я улица
- Козлова улица — названа в честь А. Г. Козлова[33]
- Кокурина улица — наименование присвоено 16 июля 1943 улице Скорняковская, де-факто не использовалось
- Коллективная улица — наименование присвоено 23 мая 1958
- Колокольчиковая улица — наименование присвоено 21 января 1993
- Колхозная улица — с 24 июля 1999 улица Александра Невского
- Колхозная улица (деревня Мурыновка) — 23 июня 1972 переименована в улицу 3-я Щигровская в связи с включением в городскую черту
- Колхозная улица (деревня Поповка) — 30 июня 1972 переименована в улицы Братская и Фестивальная в связи с включением в городскую черту
- Колхозная улица (слобода Пушкарная) — 11 февраля 1940 переименована в улицу 1-я Пушкарная в связи с включением в городскую черту
- Кольская улица — до 20 июня 2014 улица посёлка Северный Курского района[5], 22 июля 2014 вошла в список улиц Курска[6]
- Кольцевая улица — наименование присвоено 30 июня 1972 улице Зелёная и части улицы Центральная деревни 3-е Цветово в связи с включением в городскую черту
- Кольцова улица — наименование присвоено 15 января 1965 в честь А. В. Кольцова, ранее улица Воловая (Валовая)
- Комарова площадь — наименование присвоено 22 мая 2001[34]
- Комарова улица — наименование присвоено 15 декабря 1967 в честь В. М. Комарова
- Комаровка 1-я улица (село Рышково) — 30 июня 1972 переименована в улицу Парусная в связи с включением в городскую черту
- Комаровка 2-я улица (село Рышково) — 30 июня 1972 переименована в улицу Охотничья в связи с включением в городскую черту
- Комаровка 3-я улица (село Рышково) — 30 июня 1972 переименована в улицу Камышовая в связи с включением в городскую черту
- Комаровский проезд (село Рышково) — 30 июня 1972 переименован в проезд Охотничий в связи с включением в городскую черту
- Комдива Высоцкого улица — наименование присвоено 16 февраля 2016[7] в честь Д. Е. Высоцкого[35]
- Коммунальная улица
- Коммунальный переулок — наименование присвоено 17 мая 1955
- Коммунистическая улица — наименование присвоено 5 ноября 1918, ранее улица Петровская
- Комсомольская улица — улица села Рышково Курского района; с 25 июня 2001 в составе Курска; 24 мая 2002 переименована в переулок Центральный, так как примыкает к улице Центральная[2]
- Комсомольская улица — до 1931 улица Церковная слободы Стрелецкая, 20 сентября 1946 часть улицы вошла в состав переулка Комсомольский
- Комсомольская 1-я — 4-я улицы — наименования утверждены 11 февраля 1940 бывшим улицам слободы Стрелецкая в связи с включением в городскую черту
- Комсомольский переулок — наименование присвоено 20 сентября 1946 частям улиц Луговская, Расправская, Комсомольская
- Комсомольский 2-й переулок — наименование присвоено 7 марта 1958
- Комсомольский 3-й переулок — наименование присвоено 7 марта 1958
- Кондыревская улица — в 1935 вошла в состав улицы Димитрова (участок от улицы Марата до улицы Гоголя)
- Коноплянская улица — наименование присвоено 15 августа 1955 улице деревни 1-е Ламоново в связи с включением в городскую черту
- Конорева улица — наименование присвоено 15 декабря 1967 в честь И. А. Конорева
- К. Воробьёва улица — наименование присвоено 22 сентября 1989 в честь К. Д. Воробьёва
- Кооперативная улица — наименование присвоено в 1928
- Кореневская улица — наименование присвоено 3 февраля 1992
- Коренной Ярмарки площадь — застроена казармами конвойного полка (улица Пирогова)
- Косая Гора — в 1930 вошла в состав улицы Почтовая (участок от Котовой Горы до реки Кур)
- Косиновская улица — наименование присвоено 11 апреля 1953
- Косиновский 1-й переулок — наименование присвоено 11 апреля 1953
- Косиновский 2-й переулок — наименование присвоено 11 апреля 1953
- Косиновский 3-й переулок — наименование присвоено 11 апреля 1953
- Косиновский 4-й переулок — наименование присвоено 11 апреля 1953
- Косухина улица — наименование присвоено 13 ноября 1987 в честь А. А. Косухина
- Котикова улица (слобода Ямская) — в 1927 вошла в состав улицы Октябрьская (участок от улицы Театральная до улицы Маяковского)
- Котлякова улица — наименование присвоено 14 июля 1961 в честь И. Е. Котлякова, ранее улица 1-я Полевая
- Котова Гора улица
- Крайняя улица — наименование присвоено 15 августа 1955 улице деревни 1-е Ламоново в связи с включением в городскую черту
- Крайний переулок — наименование присвоено 15 августа 1955 улице деревни 1-е Ламоново в связи с включением в городскую черту
- Красина улица — названа в честь Л. Б. Красина, ранее улица Рогожинская (Рогожина)
- Красная линия улица
- Красная площадь (с 1782) — в XVII—XVIII веках площадь называлась Базарной, Торгом.
- Краснознамённая улица
- Красной Армии улица — ранее Красноармейская улица, до 1918 улица Новопреображенская; до 1905 улица Спасопреображенская (Спасская).
- Красноармейская улица (1930—1939) — ныне улица Дубровинского
- Краснополянская улица — наименование присвоено 24 апреля 1953
- Краснополянский 1-й переулок
- Краснополянский 2-й переулок
- Краснополянский 3-й переулок — наименование присвоено 30 ноября 1951
- Краснополянский 4-й переулок — наименование присвоено 30 ноября 1951
- Краснополянский 5-й переулок — наименование присвоено 30 ноября 1951
- Краснополянский 6-й переулок — наименование присвоено 30 ноября 1951
- Краснополянский 7-й переулок — наименование присвоено 30 ноября 1951
- Краснополянский 8-й переулок
- Краснополянский проезд — наименование присвоено 24 апреля 1953
- Красный Октябрь улица — до 1935 улица Моздровка (Моздраевка) (участок от улицы 1-я Пушкарная до реки Кур). В 1939 в состав вошла улица Слободская (до 1935 улица Кладбищенская, участок от улицы Карла Маркса до улицы 1-я Пушкарная).
- Крестовская улица (слобода Ямская) — ныне в составе улицы Театральная (участок от улицы Октябрьская до железной дороги)
- Кривецкая улица
- Кривецкий переулок
- Кропотовская улица (слобода Ямская) — в 1927 вошла в состав улицы Октябрьская (участок от улицы Маяковского до улицы Первомайская)
- Крутой Лог переулок
- Крутой Лог улица — наименование присвоено 28 ноября 1991
- Крымская улица — наименование присвоено 20 сентября 2016[36]
- Крюкова улица — наименование присвоено 13 ноября 1987 в честь В. И. Крюкова, образована 30 января 1959 как 5-й Промышленный переулок
- Кузнецовка улица (слобода Ямская) (до 1930) — ранее улица Бобровка, ныне в составе улицы Дубровинского (участок от улицы Интернациональная до улицы Маяковского)
- Кузнечная улица (до 1935) — в 1935 часть улицы Кузнечной (участок от улицы Гоголя до улицы 1-я Пушкарная) вошла в состав улицы Димитрова. Часть улицы Кузнечной (участок от улицы 1-я Пушкарная до Московская площади) названа переулок Кузнечный. В 1945 переулок Кузнечный вошёл в состав улицы Димитрова.
- Кузнечная улица (до 1936) — ныне в составе улицы Верхняя Луговая (участок от улицы Суворовская до улицы Бойцов 9-й дивизии)
- Кузнечная улица
- Кузнечный переулок (1935—1945) — в 1945 вошёл в состав улицы Димитрова (участок от улицы 1-я Пушкарная до Московской площади)
- Куйбышева улица — названа в честь В. В. Куйбышева в 1936 (1939)
- Кукуевская улица — наименование присвоено 3 февраля 1992
- Кукуевский переулок — наименование присвоено 27 февраля 1992
- Кулакова проспект — наименование присвоено 25 августа 1978 в честь Ф. Д. Кулакова, ранее улица Рышковская
- Курбатовка улица
- Курбатовский переулок — наименование присвоено 9 марта 1951
- Куровая-Береговая улица — с 1947 улица Береговая
- Курского ополчения улица — наименование присвоено 24 мая 2002[2]; ранее улица Тенистая
- Курчатова улица — наименование присвоено 6 апреля 1962 в честь И. В. Курчатова, ранее улица Сыромятная
- Кутина улица (слобода Ямская) — ныне в составе улицы Театральная (участок от улицы Дубровинского до улицы Октябрьская)
- Кутузова улица — наименование присвоено 6 апреля 1962 в честь М. И. Кутузова; ранее улица Добрынинская

## Л
- Лазаретная 1-я улица — ныне улица Димитрова
- Лазаретная 2-я улица — ныне улица Семёновская
- Лазурная улица — наименование присвоено 22 июня 1984, ранее улица Расправская
- Ламоновская 1-я улица — наименование присвоено улице деревни 1-е Ламоново в связи с включением в городскую черту
- Ламоновская 2-я улица — наименование присвоено улице деревни 1-е Ламоново в связи с включением в городскую черту
- Ламоновский переулок — наименование присвоено 15 августа 1955 улице деревни 1-е Ламоново в связи с включением в городскую черту
- Лассаля улица — наименование присвоено 5 ноября 1918 в честь Лассаля, ранее улица Чикинская, с 14 сентября 1951 улица Ватутина
- Ленивый Базар улица (слобода Казацкая) — в 1936 вошла в состав улицы Верхняя Луговая (участок от улицы Бойцов 9-й дивизии до улицы Запольной)
- Ленина улица (слобода Стрелецкая) — 11 февраля 1940 переименована в улицу 1-я Стрелецкая в связи с включением в городскую черту
- Ленина улица — наименование присвоено 5 ноября 1918 в честь В. И. Ленина, ранее улица Московская
- Ленинского Комсомола проспект — наименование присвоено 25 октября 1968, ранее улица Льговское шоссе. 4 июня 1976 в состав проспекта вошла улица Сумская, получившая это наименование 15 августа 1955 в связи с включением в городскую черту.
- Лермонтовская улица — наименование присвоено 28 ноября 1991 в честь М. Ю. Лермонтова
- Лермонтовский переулок — наименование присвоено 19 августа 2014[37]
- Лескова улица — наименование присвоено 16 февраля 2016[7] в честь Н. С. Лескова
- Лесная 1-я улица
- Лесная 2-я улица
- Лесная 3-я улица
- Лесная 4-я улица
- Лесная 5-я улица
- Лесная 6-я улица
- Лесная Поляна улица — наименование присвоено 22 апреля 1998, образована 3 февраля 1992 как улица Глушковская
- Лесной проезд
- Летний 1-й проезд — наименование присвоено 23 мая 1958 запроектированным улицам
- Летний 2-й проезд — наименование присвоено 23 мая 1958 запроектированным улицам
- Летний 3-й проезд — наименование присвоено 23 мая 1958 запроектированным улицам
- Лётная улица — наименование присвоено 25 мая 1992
- Лётный переулок — наименование присвоено 25 мая 1992
- Лётный 1-й переулок — наименование присвоено 11 апреля 1953
- Лётный 2-й переулок — наименование присвоено 11 апреля 1953
- Лётный 3-й переулок — наименование присвоено 11 апреля 1953
- Лётный 4-й переулок — наименование присвоено 11 апреля 1953
- Линейная улица — наименование присвоено 21 марта 1952
- Линецкая улица — наименование присвоено 9 августа 1991
- Линецкий 1-й переулок — наименование присвоено 9 августа 1991
- Линецкий 2-й переулок — наименование присвоено 9 августа 1991
- Липецкая улица — наименование присвоено 12 апреля 2016[38]
- Липецкий проезд — наименование присвоено 12 апреля 2016[38]
- Липовая улица — наименование присвоено 5 апреля 2022[17]
- Лиственная 1-я улица — наименование присвоено 9 августа 1991
- Лиственная 2-я улица — наименование присвоено 9 августа 1991
- Лиственная 3-я улица — наименование присвоено 9 августа 1991
- Лиственный 1-й переулок — наименование присвоено 9 августа 1991
- Лиственный 2-й переулок — наименование присвоено 9 августа 1991
- Лиственный 3-й переулок — наименование присвоено 9 августа 1991
- Лиственный 4-й переулок — наименование присвоено 9 августа 1991
- Лиственный 5-й переулок — наименование присвоено 22 сентября 2015[39]
- Листопадная улица — наименование присвоено 18 февраля 2020[10]
- Литературная улица — наименование присвоено 28 ноября 1991
- Литовская улица
- Литовская 2-я улица — с 20 сентября 1946 1-й Малиновый переулок
- Литовский 1-й переулок — наименование присвоено 31 марта 1950
- Литовский 2-й переулок — наименование присвоено 31 марта 1950
- Литовский 3-й переулок — наименование присвоено 31 марта 1950
- Лобановка улица
- Локомотивная улица — наименование присвоено 14 сентября 1951
- Ломакина улица — наименование присвоено 27 июля 1973 в честь А. М. Ломакина, образована 30 января 1948 как переулок Карла Маркса
- Ломоносова улица — наименование присвоено в 1947 в честь М. В. Ломоносова; с 5 ноября 1918 улица Свободных Граждан; с 1911 улица Ломоносовская; ранее улица Иевлевская; ранее улица Вторая Мещанская (4-й полицейской части)
- Ломоносовская улица — ныне улица Ломоносова
- Луговая улица — с 1936 улица Нижняя Луговая
- Луговая улица (1925—1936) — в 1936 вошла в состав улицы Верхняя Луговая (участок от улицы Дзержинского до улицы Суворовская)
- Луговая улица (село Нижнее Гуторово) — 30 июня 1972 переименована в улицу Гуторовская и 1-й, 2-й Гуторовские переулки в связи с включением в городскую черту
- Луговая Набережная (Луговая-Береговая) (слобода Казацкая) — ныне в составе улицы Верхняя Луговая (участок от улицы Дзержинского до улицы Суворовская)
- Луговой переулок (слобода Казацкая) — наименование присвоено 30 августа 1928 части улицы Луговой слободы Казацкая, вокруг Покровской церкви, с 1936 переулок Верхний Луговой
- Луговская улица — 20 сентября 1946 часть улицы вошла в состав переулка Комсомольский
- Луначарского улица — наименование присвоено 5 ноября 1918 в честь А. В. Луначарского, ранее улица Знаменская; с 1918 по 1925 включала в себя улицу Сонина. До 1928 участок от КЭАЗа до улицы Дзержинского входил в состав улицы Ендовищенская
- Лучистая улица — наименование присвоено 30 июня 1972 улице 1-я Рышковская села Рышково в связи с включением в городскую черту
- Лысая Гора улица
- Льва Кононова улица — наименование присвоено 22 мая 2012[40] в честь Льва Сергеевича Кононова[41]
- Л. Толстого переулок — наименование присвоено 9 июня 1928
- Л. Толстого улица — наименование присвоено 5 ноября 1918 в честь Л. Н. Толстого, ранее улица Дворянская
- Л. Толстого улица (Владимирский посёлок) — переименована в 1939 в улицу Кагановича в связи с включением в городскую черту, ныне улица Станционная
- Льговский переулок — наименование присвоено 9 сентября 1960, ранее улица Очистные сооружения
- Льговский проезд — наименование присвоено 30 июня 1978
- Льговский поворот проезд — наименование присвоено 23 июня 1993
- Любажская улица — наименование присвоено 14 июня 1991
- Любажский 1-й переулок — наименование присвоено 14 июня 1991
- Любажский 2-й переулок — наименование присвоено 14 июня 1991
- Любажский 3-й переулок — наименование присвоено 14 июня 1991
- Любажский 4-й переулок — наименование присвоено 14 июня 1991
- Любажский 5-й переулок — наименование присвоено 14 июня 1991
- Любажский 6-й переулок — наименование присвоено 14 июня 1991

## М
- Магистральная улица — наименование присвоено 7 марта 1958
- Магистральный 1-й переулок — наименование присвоено 11 апреля 1958
- Магистральный 2-й переулок — наименование присвоено 11 апреля 1958
- Магистральный 3-й переулок
- Магистральный проезд — наименование присвоено 7 марта 1958
- Магистральный 13 проезд — наименование присвоено 24 января 2017[42]
- Магистральный 18 проезд
- Майский Бульвар улица — наименование присвоено 23 ноября 1990
- Майский переулок — наименование присвоено 12 января 1950
- Максима Горького — с 1945 улица Горького
- Максима Горького — с 1939 улица Маяковского
- Малая улица — наименование присвоено 25 мая 1992
- Малая Запольная улица — наименование присвоено 22 марта 1949
- Малая Новосёловка улица — наименование присвоено 11 февраля 1940 части улицы Кагановича Стрелецкой слободы в связи с включением в городскую черту
- Малая Погожая улица — наименование присвоено 4 ноября 1993
- Малиновая улица — ныне улица Антокольского
- Малиновая улица
- Малиновый 1-й переулок — до 20 сентября 1946 улица 2-я Литовская
- Малиновый 2-й переулок
- Малиновый 3-й переулок
- Малиновый 4-й переулок
- Малиновый 5-й переулок
- Малокладбищенская улица — с 22 июня 1984 улица Тополиная
- Малый Кривецкий переулок — наименование присвоено 9 марта 1951
- Малый Луговой проезд — наименование присвоено 10 августа 1951
- Малый Пушкарный переулок — наименование присвоено 30 января 1948
- Малых улица — наименование присвоено 25 апреля 1975 в честь Е. В. Малых, ранее улица Раздельная
- Малышева улица — наименование присвоено 5 февраля 1969 в честь А. П. Малышева[43]
- Манежная улица — ныне улица Щепкина
- Марата улица — наименование присвоено 5 ноября 1918 в честь Марата, ранее улица Нижняя Гостинная (от улицы Володарского до переулка Верхний Гостинный) и улица Верхняя Гостинная. От переулка Верхний Гостинный улица разделялась: левее шла улица Нижняя Гостинная (ныне улица Гостинная), правее — улица Верхняя Гостинная к улице Семёновская с поворотом к улице Почтовая.
- Марка Теплицкого улица — наименование присвоено 16 февраля 2016[7] в честь М. Л. Теплицкого
- Масловка улица
- Масловский проезд — наименование присвоено 15 мая 1959
- Матвея Блантера улица — наименование присвоено 16 февраля 2016[7] в честь М. И. Блантера
- Маяковский переулок — наименование присвоено 22 июня 1984, ранее переулок Рыночный
- Маяковский 2-й переулок — наименование присвоено 22 июня 1984, ранее переулок 2-й Рыночный
- Маяковского проезд
- Маяковского улица — наименование присвоено в 1939 в честь В. В. Маяковского, с 1930 улица Максима Горького; ранее улица Поповская
- Медвенская улица — наименование присвоено 3 февраля 1992
- Медвенский переулок — наименование присвоено 27 февраля 1992
- Медовая улица — наименование присвоено 18 февраля 2020[10]
- Межевая улица — наименование присвоено 11 февраля 1940 одноимённой улице слободы Пушкарная в связи с включением в городскую черту
- Межевой переулок — наименование присвоено 24 июня 1949
- Межевой тупик
- Менделеева улица — наименование присвоено 15 января 1965 в честь Д. И. Менделеева, образована 30 января 1959 как улица 1-я Промышленная
- Меркуловых улица — наименование присвоено 19 марта 2013[44] в честь отца и сына Меркуловых[45]
- Первая Мещанская улица (4-й полицейской части) — ныне улица Щепкина
- Первая Мещанская улица (2-й полицейской части); (Первая Мещанская у Московских ворот) — ныне улица Гоголя
- Вторая Мещанская улица (4-й полицейской части) — ныне улица Ломоносова
- Вторая Мещанская улица (2-й полицейской части); (Вторая Мещанская у Московских ворот) — ныне улица Разина
- Третья Мещанская улица — ныне улица Чехова
- Микояна улица — наименование присвоено в 1937 в честь А. И. Микояна, с 25 октября 1957 улица Щепкина
- Миленинская улица — ныне улица Советская
- Минина улица — наименование присвоено 6 апреля 1962 в честь Кузьмы Минина, ранее улица 2-я Ровецкая
- Минская улица — наименование присвоено 16 февраля 2016[1]
- Мирная улица — проложена в соответствии с генеральным планом 1782 года
- Мирная улица (село 2-е Нижнее Гуторово) — переименована 30 июня 1972 в улицу Солнечная в связи с включением в городскую черту
- Мирный проезд — наименование присвоено 22 мая 1945
- проспект имени Михаила Булатова — наименование присвоено 21 февраля 2023 в честь М. А. Булатова[46]
- сквер имени Михаила Катукова — наименование присвоено 21 февраля 2023 в честь М. Е. Катукова[47]
- Михайловский переулок — наименование присвоено 30 августа 1928 части улицы Карла Либкнехта (вокруг Михайловской церкви)
- Мичурина улица — наименование присвоено 13 января 1961 в честь И. В. Мичурина, ранее улица Кладбищенская
- Мичурина улица (деревня Мурыновка) — переименована 23 июня 1972 в улицу 1-я Вишнёвая в связи с включением в городскую черту
- Мичурина 2-я улица (деревня Мурыновка) — переименована 23 июня 1972 в улицу 2-я Вишнёвая в связи с включением в городскую черту
- Можаевская улица — наименование возвращено 26 мая 1989, с 14 сентября 1951 улица Жданова, с 5 ноября 1918 улица Робеспьера; ранее улица Можаевская
- Моздровка улица (Моздраевка) (Пушкарная слобода) — с 1935 улица Красный Октябрь (участок от улицы 1-я Пушкарная до реки Кур)
- Моздровская улица (Ямская слобода) — в 1930 вошла в состав улицы Фрунзе (участок от улицы Октябрьская на восток до железной дороги)
- Моковская улица — наименование присвоено 19 августа 1949
- Моковский 1-й переулок
- Моковский 2-й переулок
- Моковский 3-й переулок
- Моковский 4-й переулок
- Моковский 1-й проезд — ранее 1-й Артельный переулок
- Моковский 2-й проезд — ранее 2-й Артельный переулок
- Моковский 3-й проезд
- Моковский 4-й проезд (?)
- Молодёжная улица — наименование присвоено 23 мая 1958 запроектированной улице
- Молодёжная улица (деревня 1-е Цветово) — 30 марта 1994 переименована в улицу Виноградная в связи с включением в городскую черту
- Молодёжный 1-й переулок — наименование присвоено 23 мая 1958
- Молодёжный 2-й переулок — наименование присвоено 23 мая 1958
- Молодёжный 3-й переулок — наименование присвоено 23 мая 1958 запроектированному переулку
- Молодёжный 4-й переулок — наименование присвоено 23 мая 1958 запроектированному переулку
- Молодёжный 1-й проезд — наименование присвоено 23 мая 1958
- Молодёжный 2-й проезд — наименование присвоено 23 мая 1958 запроектированному проезду
- Молодёжный 3-й проезд — наименование присвоено 23 мая 1958 запроектированному проезду
- Молодёжный сквер — наименование присвоено 25 апреля 2023[48]
- Молотова улица — наименование присвоено в конце 1930-х в честь В. М. Молотова, с 26 июля 1957 улица Каширцева
- Монастырская Балка улица — наименование присвоено 3 февраля 1992
- Монтажников улица — наименование присвоено 30 июня 1972 улице 3-я Рышковская села Рышково в связи с включением в городскую черту
- Морозовская улица — ныне улица Чехова
- Москалевская улица — с 1900-х улица Почтовая
- Московская площадь
- Московская улица — с 5 ноября 1918 улица Ленина
- Московский проезд — наименование присвоено 14 сентября 1951, образован 30 августа 1928 как Московский тупик
- Московский тупик — наименование присвоено 30 августа 1928, с 14 сентября 1951 Московский проезд
- Московских ворот площадь — ныне площадь Перекальского
- Мостовая улица — наименование присвоено 21 января 1993
- Мурановская улица — ныне улица Сонина
- Мурановский переулок — в 1936 вошёл в состав улицы Нижняя Набережная
- Мурманская улица — до 20 июня 2014 улица посёлка Северный Курского района[5], 22 июля 2014 вошла в список улиц Курска[6]
- Мурыновский переулок — образован в 1948, с 18 марта 1966 переулок Жуковского
- Мучная площадь
- Мыльникова улица — наименование присвоено 7 июня 1994 в честь Г. М. Мыльникова
- Мясницкая улица — ныне в составе улицы Радищева (участок от улицы Садовая до Московской площади)

## Н
- Набережная улица (деревня Поповка) — 30 июня 1972 вошла в состав улицы Олимпийская в связи с включением в городскую черту
- Набережная улица (деревня 3-е Цветово) — 30 июня 1972 вошла в состав улиц Городская и Трубная в связи с включением в городскую черту
- Навозный переулок — ныне в составе улицы Володарского
- Надежды улица — наименование присвоено 18 февраля 2020[10]
- Надежды Плевицкой проспект — наименование присвоено 25 февраля 2011[49] в честь Н. В. Плевицкой
- Народная улица
- Небесная улица — наименование присвоено 18 февраля 2020[10]
- Небесный переулок — наименование присвоено 18 февраля 2020[10]
- Невского улица — ныне улица Александра Невского
- Нижний Гостинный переулок
- Нижний Луговой 1-й переулок
- Нижний Луговой 2-й переулок
- Нижний План улица
- Нижняя Гостинная улица — с 1970 улица Гостинная
- Нижняя Казацкая улица — ранее Нижне-Казацкая, наименование утверждено 11 февраля 1940 бывшей улице слободы Казацкая; 18 мая 1946 в её состав вошли улицы 1-я Борововка, 2-я Борововка, 1-я Понизовка, 2-я Понизовка, 2-я Трубаровка.
- Нижняя (Вторая) Лазаретная улица — с 29 апреля 1894 улица Семёновская
- Нижняя Луговая улица — до 1936 улица Луговая
- Нижняя Набережная улица — до 1934 участок от улицы Марата до улицы Весёлой. В 1934 в состав улицы вошли: улица Средняя Набережная (участок от улицы Весёлой до Тускарного переулка) и улица Тускарная (участок от улицы Марата до Мурановского переулка). Мурановский переулок (съезд с улицы Сонина) вошёл в состав улицы Нижняя Набережная в 1936.
- Нижняя Раздельная улица — до 1945 улица Казиновка
- Нижняя Рябиновая улица
- Нижняя Садовая — ныне улица 3-я Пушкарная
- Нижняя (Малая) Солдатская улица — ныне в составе улицы Щемиловка
- Никитская улица — ранее Никитинская улица
- Никитский переулок
- проезд им. Николая Гундобина — наименование присвоено 23 мая 2017[50] в честь Н. А. Гундобина
- Николая Дьяконова улица — наименование присвоено 20 сентября 2016[19] в честь Н. М. Дьяконова
- Никольская улица — наименование присвоено 20 августа 2013[14]
- Новая улица (деревня 3-е Цветово) — 30 июня 1972 переименована в улицу Изумрудная в связи с включением в городскую черту
- Новая Береговая улица — ныне улица Береговая
- Новая Бугорская улица
- Новая Бурцевка улица
- Новая Восточная улица
- Новая Запольная улица
- Новая Заречная улица
- Новая Казацкая улица
- Новая Луговая улица
- Новая Масловка улица
- Новая Первомайская улица
- Новая Преображенская (Новопреображенская) улица — ныне улица Красной Армии
- Новая Пучковка улица
- Новая Узенькая улица
- Новая Фабричная улица
- Новоавраамовская улица — ошибочное наименование Араамовской улицы 2-й полицейской части
- Ново-Ахтырский переулок
- Ново-Бочаровская улица
- Новогаражная улица
- Новоказацкий 1-й переулок
- Новоказацкий 2-й переулок
- Новоказацкий 3-й переулок
- Новоказацкий 4-й переулок
- Новомосковская улица — наименование присвоено 25 февраля 2011[49]
- Новосёловка улица — наименование присвоено 11 февраля 1940 части улицы Кагановича Стрелецкой слободы в связи с включением в городскую черту
- Новосёловка 2-я улица
- Новосёловская улица — в 1930 вошла в состав улицы Профсоюзная (участок от улицы Маяковская до улицы Первомайская)
- Новосёловский переулок
- Ново-Узенький переулок
- Новый Первомайский переулок
- Новый переулок
- Новый проезд

## О
- Обоянская улица
- Обоянский переулок
- Объездная улица
- Овечкина улица — названа в честь В. В. Овечкина — до 22 августа 1974 улица Даньшинская
- Огородная 1-я улица
- Огородная 2-я улица
- Озёрная улица
- Озёрный 1-й переулок
- Озёрный 2-й переулок
- Озёрный 3-й переулок
- Окружная улица — наименование присвоено 19 августа 1949, с 25 апреля 1975 улица Ерёмина
- Окружная улица
- Октябрьская площадь — ныне Привокзальная площадь
- Октябрьская улица — название улицы Гайдара в 1934—1937
- Октябрьская улица — образована в 1927. В состав вошли улицы: Широкая Бахча (от ВЧК до Театральной), Котикова (от Театральной до Маяковского), Кропотовская (от Маяковского до Первомайской); Вишневская (от Первомайской до Фрунзе); Казиновская (от Фрунзе и севернее). Ныне участок от улицы ВЧК до улицы Интернациональной частично застроен.
- Октябрьский переулок
- Олимпийская улица — наименование присвоено 30 июня 1972 улицам Набережная и Первомайская деревни Поповка в связи с включением в городскую черту
- Ольховская улица
- Ольховская 2-я улица
- Ольховский переулок
- Ольховский 1-й переулок
- Ольховский 2-й переулок
- Ольховский 3-й переулок
- Ольховский 4-й переулок
- Ольховский 5-й переулок
- Ольховский 6-й переулок
- Ольховский 7-й переулок
- Ольховский 8-й переулок
- Ольховский проезд
- Ольшанского улица — названа в честь К. Ф. Ольшанского 31 августа 1964, ранее 3-я Подшипниковая улица
- Орджоникидзе улица — названа в честь Г. К. Орджоникидзе
- Ореховая улица — наименование присвоено 18 февраля 2020[10]
- Орловская улица — наименование присвоено 17 февраля 1982
- Орловская 1-я улица — до 13 января 1961 улица Ратников хутор
- Орловская 2-я улица — до 13 января 1961 улица Атрепьев хутор
- Орловский проезд — наименование присвоено 17 февраля 1982, с 15 мая 1987 улица Веспремская
- Осенняя улица — наименование присвоено 30 июня 1972 улице 1-я Кирпичная села Рышково в связи с включением в городскую черту
- Островная улица — до 20 июня 2014 улица посёлка Северный Курского района[5], 22 июля 2014 вошла в список улиц Курска[6]
- Островского переулок
- Островского улица — названа в честь Н. А. Островского — до 1939 улица Чернышевского образованная в 1930 из улиц Бережна́я (участок от Дубровинского в сторону реки Тускарь, частично застроен впоследствии) и Гусиновая (участок от реки Тускарь и далее).
- Острожная улица — ныне улица Свободная
- Отрадная улица — наименование присвоено 18 февраля 2020[10]
- Офицерская 1-я улица
- Офицерская 2-я улица
- Офицерская 3-я улица
- Офицерский (Офицерский 1-й) переулок
- Офицерский 2-й переулок
- Охотничий проезд — наименование присвоено 30 июня 1972 проезду Комаровский села Рышково в связи с включением в городскую черту
- Охотничья улица — наименование присвоено 30 июня 1972 улице 2-я Комаровка села Рышково в связи с включением в городскую черту; 14 июня 1985 вошла в состав улицы Черняховского
- Очаковская улица
- Очистные сооружения улица — с 9 сентября 1960 переулок Льговский

## П
- Павлова улица — названа в честь И. П. Павлова, образована 14 сентября 1951 из улицы Подвальная и переулка Скорняковский, 15 января 1965 бывший переулок Скорняковский преобразован в переулок Блинова
- Павлуновского улица — названа в честь И. П. Павлуновского — до 3 марта 1967 улица Воротняя (Воротная); до середины XIX века улица Городовая
- Памяти проезд
- Памяти улица
- Панинская улица
- Парашютная улица
- Парашютный переулок
- Парижской Коммуны улица — переименована в 1925—1930, ранее улица Александровская Ямской слободы
- Парк Волокно улица
- Парк Солянка улица
- Парковая улица
- Парковый 1-й переулок
- Парковый 2-й переулок
- Парниковая улица
- Парусная улица — наименование присвоено 30 июня 1972 улице 1-я Комаровка села Рышково в связи с включением в городскую черту
- Пастуховская улица — с 15 января 1965 улица Белинского
- Первого Мая переулок — с 1936 переулок Гоголя (Гоголевский)
- Первого Мая площадь — с 1936 парк Героев Гражданской войны
- Первого Мая улица — с 1945 улица 3-я Пушкарная
- Первомайская улица (деревня Поповка) — 30 июня 1972 переименована в улицу Олимпийская в связи с включением в городскую черту
- Первомайская улица — до 1930 состояла из улицы Чаручкина (от реки Тускарь до улицы Дубровинского), улицы Писаревская (от улицы Дубровинского до улицы Октябрьская) и улицы Роговская (от улицы Октябрьская до железной дороги).
- Первомайская 2-я улица
- Первомайская 3-я улица
- Первомайская 4-я улица
- Первомайский переулок
- Первышевская улица — с 1 декабря 1950 улица Уфимцева
- Перевоз улица — с 1900 улица Дачная
- Перекальского площадь — до 1944 Вузовская площадь; до 1935 Площадь Московских Ворот; до 1905 Большая Московская Десятопятницкая площадь
- Перекальского улица — названа в честь С. Н. Перекальского — до 15 марта 1943 улица Ямская гора
- Песковская 1-я улица — ранее улица Пески
- Песковская 2-я улица — застроена
- Песковская 3-я улица
- Песковский 1-й переулок
- Песчаная улица
- Петра Лихина улица — наименование присвоено 16 февраля 2016 в честь П. К. Лихина[7]
- Петра Минакова улица — названа в честь П. Д. Минакова — до 21 января 1958 улица Белая Гора
- Петровская улица — с 5 ноября 1918 улица Коммунистическая
- Петропавловский переулок
- Пигорева улица — названа в честь Н. Г. Пигорева 25 апреля 1975, ранее улица 2-я Подшипниковая
- Пионеров улица — до 1935 улица Фридриха Адлера; до 1918 улица Троицкая
- Пирогова переулок — до 22 июня 1984 переулок Глинище
- Пирогова проезд — наименование присвоено 23 ноября 1990
- Пирогова улица — названа в честь Н. И. Пирогова 22 июня 1984, ранее улица Глинище
- Писаревская улица — с 1930 в составе улицы Первомайская (участок от улицы Дубровинского до улицы Октябрьская)
- Планерная улица
- Планерный 1-й переулок
- Планерный 2-й переулок
- Планерный 3-й переулок
- Планерный 4-й переулок
- Планерный 5-й переулок
- Планерный 6-й переулок
- Плодовая улица
- Плысюка улица — наименование присвоено 7 апреля 1995 в честь Н. Е. Плысюка
- Победы проспект — наименование присвоено 6 мая 2000[51]
- Погожая улица — наименование присвоено 21 января 1993
- Погожий переулок — наименование присвоено 4 ноября 1993
- Погожий 1-й переулок
- Погожий 2-й переулок
- Погожий 3-й переулок
- Погожий 4-й переулок
- Пограничная улица — наименование присвоено 30 июня 1972 бывшей улице 1-я Железнодорожная села Рышково в связи с включением в городскую черту
- Подвальная площадь — ныне парк Героев Гражданской войны
- Подвальная улица — наименование присвоено 1 апреля 1948. 14 сентября 1951, вместе с переулком Скорняковский, преобразована в улицу Павлова
- Подводников улица — до 20 июня 2014 улица посёлка Северный Курского района[5], 22 июля 2014 вошла в список улиц Курска[6]
- Подвойского улица — названа в честь Н. И. Подвойского — до 5 ноября 1918 улица Скобелевская
- Подлесная улица
- Подшипниковая 1-я улица — наименование присвоено 19 августа 1949, с 4 июня 1976 улица Сумская
- Подшипниковая 2-я улица — наименование присвоено 19 августа 1949, с 25 апреля 1975 улица Пигорева
- Подшипниковая 3-я улица — наименование присвоено 19 августа 1949, с 31 августа 1964 улица Ольшанского
- Пожарского улица — названа в честь Д. М. Пожарского — до 6 апреля 1962 улица Третья Ровецкая
- Покровская улица — с 5 ноября 1918 улица Большевиков
- Полевая улица — образована 6 апреля 1962 из переулка Дядин и улицы 2-я Полевая без участка от реки Ровец до реки Тускарь
- Полевая 1-я улица — с 14 июля 1961 улица Котлякова
- Полевая 2-я улица — 6 апреля 1962 часть улицы от реки Ровец до реки Тускарь вошла в состав улицы Артёма, остальная часть вошла в состав улицы Полевая
- Польские бараки — с 1945 Семёновский тупик
- Полянская улица
- Полянский 1-й переулок
- Полянский 2-й переулок
- Понизовка улица
- Понизовка 1-я улица — 18 мая 1946 вошла в состав улицы Нижне-Казацкая
- Понизовка 2-я улица — 18 мая 1946 вошла в состав улицы Нижне-Казацкая
- Понизовский 1-й переулок
- Понизовский 2-й переулок
- Понизовский 3-й переулок
- Понизовский 4-й переулок
- Поныровская улица
- Поперечный 1-й переулок
- Поперечный 2-й переулок
- Попова улица — названа в честь А. С. Попова — до 6 апреля 1962 улица 4-я Ровецкая
- Поповская улица — ныне улица Маяковского
- Поселковая 1-я улица
- Поселковая 2-я улица
- Поселковая 3-я улица
- Поселковая 4-я улица
- Поселковая 5-я улица
- Поселковая 6-я улица
- Посёлок Косиново улица
- Пост Кривец улица
- Почтовая улица — до 1900 улица Москалевская. В 1930 в состав улицы вошёл участок Косой горы (от Котовой горы до реки Кур)
- Поэтическая 1-я улица
- Поэтическая 2-я улица
- Поэтический проезд
- Привокзальная площадь — с 28 октября 1977 по 24 июня 1993 Октябрьская площадь
- Привокзальная улица
- Придорожная улица
- Призаводская улица — наименование присвоено 11 июля 1952 новообразованной улице в районе кирпичного завода № 2
- Призаводская улица — наименование присвоено 30 июня 1972 улице 2-я Кирпичная села Рышково в связи с включением в городскую черту
- Призаводской переулок
- Призаводской проезд
- Прилужная улица
- Прилужный проезд
- Природная улица — наименование присвоено 9 ноября 2016[32]
- Присеймская улица
- Прогон улица — ныне переулок Пушкарный
- Прогонная улица — с 80-х XIX века улица Первая Кожевенная
- Прогонная 1-я улица
- Прогонная 2-я улица
- Прогулочная улица
- Проезжая улица
- Проезжий 1-й переулок
- Проезжий 2-й переулок
- Проезжий 3-й переулок
- Прозоровского улица — наименование присвоено 16 февраля 2016 в честь А. А. Прозоровского[7]
- Пролетарская площадь — ныне Георгиевский сквер
- Пролетарская улица — с 15 января 1965 улица Ильича
- Пролетарский переулок — образовался в 1930 в северной части Пролетарской (Георгиевской) площади после создания Пролетарского сквера
- Пролетарский сквер — с 18 февраля 2020 Георгиевский сквер; до 1930 Пролетарская площадь; до 1918 Георгиевская площадь
- Промышленная 1-я улица — наименование присвоено 30 января 1959, с 15 января 1965 улица Менделеева
- Промышленный переулок
- Промышленный 1-й переулок
- Промышленный 2-й переулок
- Промышленный 3-й переулок
- Промышленный 4-й переулок
- Промышленный 5-й переулок — с 13 ноября 1987 улица Крюкова
- Промышленный 6-й переулок ?
- Промышленный 7-й переулок
- Просторная улица
- Профсоюзная улица — образована в 1930 путём слияния улиц Новосёловская (участок от улицы Маяковская до улицы Первомайская) и Разбегаевская (участок от улицы Первомайская до улицы Фрунзе)
- Прохладная улица — наименование присвоено 18 февраля 2020[10]
- Путейская улица
- Путейская 2-я улица
- Путь к Социализму улица — в 1925—1935 название части улицы Первая Пушкарная (участок от улицы Красный Октябрь до улицы Димитрова)
- Пучковка улица
- Пучковский 2-й переулок
- Пучковский 2-й проезд
- Пушкарная 1-я улица — до 11 февраля 1940 улица Колхозная слободы Пушкарная; до 1935 улица Верхняя Садовая (кроме участка от улицы Красный Октябрь до улицы Димитрова, носившего название улица Путь к социализму); до 1925 улица Первая Пушкарная
- Пушкарная 2-я улица — до 1945 улица Садовая; до 1935 улица Средняя Садовая; до 1925 улица Вторая Пушкарная
- Пушкарная 3-я улица — до 1945 улица Первого Мая; до 1935 улица Нижняя Садовая; до 1925 улица Третья Пушкарная
- Пушкарный переулок — до 1945 улица Советская; до 1935 улица Средняя; до 1926 улица Прогон; до 1920 переулок Пушкарный
- Пушкарный 1-й переулок
- Пушкина улица — название улицы Уфимцева в 1935—1950 годах (таблички и другая атрибутика не были изменены)
- Пушкинская улица — названа в честь А. С. Пушкина

## Р
- Рабочая 1-я улица — практически застроена, располагалась между улицами Краснознамённая и 2-я Рабочая от Союзной к Республиканской
- Рабочая 2-я улица
- Рабочий переулок — до 5 ноября 1918 Иорданский спуск, засыпан после войны.
- Радищева переулок — до 1925 Флоровский (Фроловский) переулок
- Радищева улица — названа в честь А. Н. Радищева — до 5 ноября 1918 улица Флоровская (Фроловская) (в 1940-х соединена с улицей Мясницкой); 13 января 1961 улица Мясницкая вошла в состав улицы Радищева
- Радужная улица — наименование присвоено 30 июня 1972 части улицы Весёлая с переулком Весёлый деревни 4-е Цветово в связи с включением в городскую черту
- Разбегаевская улица — в 1930 вместе с улицей Новосёловская преобразована в улицу Профсоюзная (участок от улицы Первомайская до улицы Фрунзе)
- Раздельная улица — с 25 апреля 1975 улица Малых
- Раздельный 1-й переулок
- Раздельный 2-й переулок
- Раздельный 3-й переулок
- Раздольная улица
- Раздольный переулок
- Разина улица — названа в честь С. Т. Разина — до 1945 улица Степана Разина; до 1939 улица Стеньки Разина; до 1918 улица Боярская; до 1905 Вторая Мещанская 2-й полицейской части (Вторая Мещанская у Московских ворот)
- Ракитовая улица
- Ракитовый переулок — наименование присвоено 22 мая 2001[34]
- Расправская улица — 20 сентября 1946 часть улицы вошла в состав переулка Комсомольский; 22 июня 1984 переименована в улицу Лазурная
- Рассветная улица — наименование присвоено 22 мая 2012[52]
- Рассыльная улица
- Ратников хутор улица (Ратникова улица) — с 13 января 1961 улица 1-я Орловская
- Резиновая улица
- Репина улица — наименование присвоено 16 февраля 2016 в честь И. Е. Репина[7]
- Республиканская улица
- Речная улица
- Робеспьера улица — наименование присвоено 5 ноября 1918 в честь Робеспьера, ныне улица Можаевская
- Ровецкая улица
- Ровецкая 2-я улица — с 6 апреля 1962 улица Минина
- Ровецкая 3-я улица — с 6 апреля 1962 улица Пожарского
- Ровецкая 4-я улица — с 6 апреля 1962 улица Попова
- Роговская улица — в 1930, вместе с улицами Чаручкина и Писаревская, преобразована в улицу Первомайская (участок от улицы Октябрьская до железной дороги)
- Рогожинская (Рогожкина) улица (слобода Ямская) — ныне улица Красина
- Родионовская улица (слобода Ямская) — переименована в улицу Пролетарская около 1932 в связи с включением в городскую черту, ныне улица Ильича
- Родионовская 2-я улица (слобода Ямская) — переименована в улицу Жуковского около 1932 в связи с включением в городскую черту
- Родниковая улица
- Розовая улица
- Розовый переулок
- Рокоссовского площадь — названа в честь К. К. Рокоссовского 23 декабря 1971
- Романа Каменева улица — наименование присвоено 22 ноября 2016[53] в честь Романа Михайловича Каменева[54]
- Ромашковая улица
- Росинка улица — наименование присвоено 19 марта 2013[55]
- Рошаля улица — с 1944 улица Суворовская
- Рощинская улица — наименование присвоено 5 апреля 2022[17]
- Рощинский переулок — наименование присвоено 5 апреля 2022[17]
- Ртищевская улица — ныне улица Советская
- Рудзутака улица — названа в честь Я. Э. Рудзутака — ныне улица Театральная
- Рыльская улица
- Рыночный переулок — наименование присвоено 18 мая 1946, с 22 июня 1984 переулок Маяковский
- Рыночный 2-й переулок — с 22 июня 1984 переулок 2-й Маяковский
- Рышковская улица — наименование присвоено 15 августа 1955 улице Жданова деревни 1-е Ламоново в связи с включением в городскую черту, с 25 августа 1978 проспект Кулакова
- 1-я Рышковская улица (село Рышково) — 30 июня 1972 переименована в улицу Лучистая в связи с включением в городскую черту
- 3-я Рышковская улица (село Рышково) — 30 июня 1972 переименована в улицу Монтажников в связи с включением в городскую черту
- 4-я Рышковская улица (село Рышково) — 30 июня 1972 переименована в улицу Арматурная в связи с включением в городскую черту
- Рябиновая улица
- Рябиновый переулок

## С
- Садовая улица (1935—1945) — с 1945 улица 2-я Пушкарная
- Садовая улица
- Садовый переулок (деревня 1-е Нижнее Гуторово) — 30 июня 1972 переименован в переулок Больничный в связи с включением в городскую черту
- Саленовка улица — в 1936 вошла в состав улицы Верхняя Луговая (участок от улицы Запольная до улицы Масловка)
- Санаторная улица
- Сафоновка улица — в 1936 вошла в состав улицы Верхняя Казацкая (участок от улицы Мичурина до улицы Запольная)
- Светлая улица
- Светлый переулок
- Светлый проезд
- Светлый 1-й проезд
- Светлый 2-й проезд
- Свободная улица — до 1918 улица Смирительная; до 1-й половины XIX века улица Острожная
- Свободных Граждан улица — с 1939 улица Ломоносова
- Свободы площадь — участок ограниченный улицами Разина, Сторожевая, Гоголя, Свободная — ныне застроена
- Северная улица
- Северный 1-й переулок
- Северный 2-й переулок
- Северный 3-й переулок
- Сеймская улица
- Селиховская улица
- Сельская улица
- Семейная улица — наименование присвоено 18 февраля 2020[10]
- Семёновская улица — наименование присвоено 29 апреля 1894 в честь Ф. А. Семёнова; ранее улица Нижняя (Вторая) Лазаретная улица; до начала XIX века — Княжая (Княже-Береговая) улица
- Семёновский тупик — ранее Польские бараки
- Серафима Саровского улица[12] — названа в честь Серафима Саровского — до 5 марта 2005 улица Бебеля; до 5 ноября 1918 Троицкий переулок
- Сергеева проезд — назван в честь А. С. Сергеева в 1984
- Сергиевская улица — ныне улица Горького
- Первая Сергиевская улица — ныне улица Горького
- Вторая Сергиевская улица — с 5 ноября 1918 улица Володарского
- Третья Сергиевская улица — ныне улица Аристарховой
- Серёгина улица — названа в честь В. С. Серёгина 23 сентября 1968
- Сигаевка улица — в 1936 вошла в состав улицы Верхняя Луговая (участок от улицы Пучковка и севернее)
- Силикатная 1-я улица
- Силикатная 2-я улица
- Силикатный проезд
- Сиреневая улица
- Сиротская улица — с 15 сентября 1967 улица Бочарова
- Скобелевская улица — с 5 ноября 1918 улица Подвойского
- Скорняковская улица — с 15 января 1965 улица Блинова, 9 июня 1928 выделен проезд Скорняковский, 30 августа 1928 выделен переулок Скорняковский
- Скорняковский переулок — до 30 августа 1928 часть улицы Скорняковская, с 15 января 1965 переулок Блинова
- Скорняковская площадь — с 1913 сад 300-летия дома Романовых, с 1918 Сад трудящихся, с 1938 Сад пионеров, с 7 июля 1953 Парк пионеров
- Скорняковский проезд — до 9 июня 1928 часть улицы Скорняковская, с 16 июля 1943 улица Героя Блинова, с 15 января 1965 в составе улицы Блинова
- Скорятина улица — названа в честь Ф. Н. Скорятина — до 15 сентября 1967 улица Узенькая; до 1925 Узенькая-Сороковая
- Славянская улица — наименование присвоено 9 ноября 2016[32]
- Сливовая улица
- Сливовый переулок
- Слободская улица — с 1939 в составе улицы Красный Октябрь
- Слядневская улица — ныне улица Карла Либкнехта
- Смирительная улица — с 1918 улица Свободная
- Смородиновая улица
- Советов площадь
- Советская улица (1935—1945) — с 1945 переулок Пушкарный
- Советская улица — до 1920 улица Ртищевская; до 80-х XIX улица Миленинская
- Советский переулок ?
- Совхозная улица
- Совхозная 1-я улица (село Поповка) — 30 июня 1972 вошла в состав переулка 1-й Кирпичный в связи с включением в городскую черту
- Солдатская улица — ныне улица Суворовская
- Солнечная улица — наименование присвоено 30 июня 1972 улице Мирная села 2-е Нижнее Гуторово в связи с включением в городскую черту
- Соловьиная улица — до 22 июня 1984 улица Горелый Лес
- Соловьиный переулок — наименование присвоено 7 февраля 1994
- Сонина улица — названа в честь И. Е. Сонина — до 27 июля 1973 улица Верхняя Набережная; с 1918 по 1925 в составе улицы Луначарского; до 1918 улица Верхняя Набережная; о 1905 улица Мурановская
- Сороковая улица — с 12 июля 1968 улица Бойцов 9-й дивизии
- Сороковой переулок
- Сороковой проезд
- Сосновская улица
- Сосновый Бор улица
- Софьи Перовской улица — названа в честь С. Л. Перовской — до 5 ноября 1918 улица Старопреображенская
- Социалистическая улица
- Союзная улица
- Спасопреображенская (Спасская) улица — ныне улица Красной Армии
- Спортивная улица — наименование присвоено 30 июня 1972 улице Весёлая села Поповка в связи с включением в городскую черту
- Средний 1-й переулок
- Средний 2-й переулок
- Средний 3-й переулок
- Средняя улица — ныне переулок Пушкарный
- Средняя Луговая улица
- Средняя Набережная улица — с 1934 в составе улицы Нижняя Набережная (участок от улицы Весёлой до Тускарного переулка)
- Средняя Садовая улица — ныне улица 2-я Пушкарная
- Сретенская улица — наименование присвоено 20 августа 2013[14]
- Сталина улица — с 12 января 1962 улица 2-я Восточная
- Станционная улица — до 1939 улица Льва Толстого (Владимирский посёлок), с 1939 до 26 июля 1957 улица Кагановича
- Старооскольская улица — ныне улица Добролюбова
- Староострожская площадь — участок ограниченный улицами Разина, Сторожевая, Гоголя, Лобановка; после революции площадь Свободы — ныне застроена
- Старопреображенская улица — с 5 ноября 1918 улица улица Софьи Перовской
- Стеньки Разина — ныне улица Разина
- Степана Гуляева улица — наименование присвоено 22 ноября 2016[53] в честь Степана Николаевича Гуляева[56]
- Степана Разина — ныне улица Разина
- Степная 1-я улица
- Степная 2-я улица
- Степная 3-я улица
- Степной 1-й переулок
- Степной 2-й переулок
- Степной 3-й переулок
- Степной 4-й переулок
- Степной 5-й переулок
- Степной 6-й переулок
- Степной 7-й переулок
- Степной 8-й переулок
- Степной 9-й переулок
- Степной 10-й переулок
- Степной 11-й переулок
- Степной 12-й переулок
- Степной 13-й переулок
- Степной 14-й переулок
- Степной 15-й переулок
- Степной 16-й переулок
- Степной 17-й переулок
- Степной 18-й переулок
- Степной 19-й переулок
- Степной 20-й переулок
- Степной 21-й переулок
- Степной 22-й переулок
- Сторожевая улица
- Стрелецкая 1-я улица — наименование присвоено 11 февраля 1940 улице Ленина Стрелецкой слободы в связи с включением в городскую черту
- Стрелецкая 2-я улица — наименование присвоено 11 февраля 1940 части улицы Дзержинского Стрелецкой слободы в связи с включением в городскую черту
- Стрелецкая 3-я улица — наименование присвоено 11 февраля 1940 части улицы Кагановича Стрелецкой слободы в связи с включением в городскую черту
- Стрелецкая 4-я улица — наименование присвоено 11 февраля 1940 улице Карла Маркса Стрелецкой слободы в связи с включением в городскую черту
- Стрелецкая 5-я улица — наименование присвоено 11 февраля 1940 части улицы Кагановича Стрелецкой слободы в связи с включением в городскую черту
- Стрелецкая Набережная улица — до 1945 улица Стрелецкая Тускарная
- Стрелецкая Тускарная улица — с 1945 улица Стрелецкая Набережная
- Стрелецкий 1-й переулок — наименование присвоено 20 января 1956
- Стрелецкий 2-й переулок — наименование присвоено 20 января 1956
- Стрелецкий 3-й переулок — наименование присвоено 20 января 1956
- Стрелецкий 4-й переулок — наименование присвоено 20 января 1956
- Стрелецкий 5-й переулок — наименование присвоено 20 января 1956
- Стрелецкий 6-й переулок — наименование присвоено 20 января 1956
- Стрелецкий 7-й переулок — наименование присвоено 20 января 1956
- Стрелецкий проезд
- Строительная 1-я улица
- Строительная 2-я улица
- Строительный проезд
- Студенческая улица — наименование присвоено 17 февраля 1982
- Суворовская улица — названа в честь А. В. Суворова — до 1944 улица Рошаля; до 1918 улица Суворовская; до 1901 улица Солдатская; до 1870-х улица Верхняя Солдатская
- Суворовский 1-й переулок
- Суворовский 2-й переулок
- Суворовский 3-й переулок
- Суворовский 4-й переулок
- Суворовский 5-й переулок
- Суворовский 6-й переулок
- Суворовский 7-й переулок
- Суворовский 8-й переулок
- Суворовский 9-й переулок
- Суворовский 10-й переулок
- Суворовский 11-й переулок
- Суворовский 12-й переулок
- Суворовский проезд — наименование присвоено 21 марта 1958
- Суджанская улица — наименование присвоено 3 февраля 1992
- Сумская улица (до 1976) — наименование присвоено 15 августа 1955 в связи с включением в городскую черту, 4 июня 1976 вошла в состав проспекта Ленинского Комсомола
- Сумская улица — наименование присвоено 4 июня 1976, ранее улица 1-я Подшипниковая
- Сушковская улица (до 1890) — ныне в составе улицы Володарского (участок от улицы Уфимцева до улицы Мирной)
- Сушковская улица
- Счастливая улица — наименование присвоено 18 февраля 2020[10]
- им. Схимитрополита Ювеналия площадь — наименование присвоено 20 августа 2013[14]
- Сыромятная улица — с 6 апреля 1962 улица Курчатова
- Сыромятникова улица — названа в честь С. В. Сыромятникова — до 15 сентября 1967 улица Денисовка

## Т
- Тамбовская улица — 6 апреля 1962 в неё вошла часть улицы 2-я Полевая, а часть улицы Тамбовская от реки Ровец до реки Тускарь вошла в состав улицы Артёма
- Тамбовский переулок
- Тамчишина улица — названа в честь В. В. Тамчишина 30 июня 1989
- Театральная улица (до 1937) — ныне улица Щепкина
- Театральная улица (с 1938) — до 1938 улица Рудзутака; до 1930 была разделена на улицу Кутина (участок от улицы Дубровинского до улицы Октябрьская) и улицу Крестовая (участок от улицы Октябрьская до железной дороги)
- Театральный проезд
- Текстильщиков улица
- Тенистая улица — с 24 мая 2002 улица Курского ополчения
- Тенистая улица — наименование присвоено 24 июня 1993
- Тенистый переулок — наименование присвоено 24 июня 1993
- Тимская улица
- Тимский 1-й переулок — до 19 августа 1949 Борзенковский проезд
- Тимский 2-й переулок — наименование присвоено 31 марта 1950
- Тимский 3-й переулок — наименование присвоено 31 марта 1950
- Тимский 4-й переулок — наименование присвоено 31 марта 1950
- Тимский 5-й переулок — наименование присвоено 31 марта 1950
- Тимский 6-й переулок — наименование присвоено 31 марта 1950
- Тихая 1-я улица
- Тихая 2-я улица
- Тихий переулок
- Тополиная улица — наименование присвоено 22 июня 1984, ранее улица Малокладбищенская
- Тракторная улица
- Триумфальная улица
- Троицкая улица — ныне улица Пионеров
- Троицкий переулок — ныне улица Серафима Саровского
- Тропинка улица
- Тростниковая улица
- Троцкого улица — названа в честь Л. Д. Троцкого — с 6 января 1928 улица Дзержинского
- Трубаровка улица — с 1936 входит в состав улицы Верхняя Казацкая (участок от улицы Запольная до улицы Масловка)
- Трубаровка 2-я улица — 18 мая 1946 вошла в состав улицы Нижне-Казацкая
- Трубная улица — наименование присвоено 30 июня 1972 переулку Трубный и части улицы Набережная деревни 3-е Цветово в связи с включением в городскую черту
- Трубный переулок (деревня 3-е Цветово) — 30 июня 1972 вошёл в состав улицы Трубная в связи с включением в городскую черту
- Трубный проезд — наименование присвоено 30 июня 1972 одноимённому проезду деревни 3-е Цветово в связи с включением в городскую черту
- Трудовая улица
- Трудовой 1-й переулок
- Трудовой 2-й переулок
- Трудовой 3-й переулок
- Трудовой 4-й переулок
- Трудовой 5-й переулок
- Тульская улица
- Тульский 1-й переулок
- Тульский 2-й переулок
- Тульский 3-й переулок
- Тульский 4-й переулок
- Тургенева улица — наименование присвоено 16 февраля 2016 в честь И. С. Тургенева[7]
- Тускарная улица (до 1890) — ныне входит в состав улицы Володарского (участок от улицы Марата до улицы Уфимцева)
- Тускарная улица (с 1910-х) — ранее улица Береговая
- Тускарный переулок
- Тютчева улица — наименование присвоено 16 февраля 2016 в честь Ф. И. Тютчева[7]

## У
- Узенькая улица — с 15 сентября 1967 улица Скорятина
- Узенькая-Сороковая улица — ныне улица Скорятина
- Узенький переулок
- Узенький проезд
- Узкая Бахча улица — в 1935 вошла в состав улицы ВЧК (участок от улицы Интернациональной до улицы Октябрьской)
- Уренгойская улица
- Уренгойский переулок
- Уренгойский проезд
- Урицкого улица — названа в честь М. С. Урицкого — до 5 ноября 1918 улица Юрьевская, в 1928 в состав улицы вошёл переулок Береговой (от Красной площади до улицы Володарского)
- Урожайная улица — наименование присвоено 18 февраля 2020[10]
- Урожайный переулок — наименование присвоено 18 февраля 2020[10]
- Усадебная улица
- Усадебный переулок
- Успенская улица — с 5 ноября 1918 улица Антокольского
- Устимовича улица — наименование присвоено 16 февраля 2016 в честь П. А. Устимовича[7]
- Утренняя улица
- Уфимцева улица — названа в честь А. Г. Уфимцева — до 1 декабря 1950 улица Первышевская. В 1935 была переименована в улицу Пушкина, но уличные таблички и другая атрибутика изменены не были и улица фактически оставалась Первышевской.
- Ухтомского площадь
- Ухтомского проезд
- Ухтомского улица — названа в честь А. В. Ухтомского в 1926
- Учрежденческий переулок
- Уютная улица

## Ф
- Фабричная улица
- Фабричный переулок
- Фабричный 2-й переулок
- Фабричный 3-й переулок
- Фабричный проезд
- Фатежская 1-я улица
- Фатежская 2-я улица
- Фатежская 3-я улица
- Фёдора Золототрубова — до 20 июня 2014 улица посёлка Северный Курского района[5], 22 июля 2014 вошла в список улиц Курска[6]. Названа в честь Ф. И. Золототрубова
- Феодосия Печерского улица — наименование присвоено 16 февраля 2016 в честь Феодосия Печерского[57]
- Фестивальная улица — наименование присвоено 30 июня 1972 части улице Колхозная деревни Поповка в связи с включением в городскую черту
- Фетовская улица — названа в честь А. А. Фета
- Филимонова гора — с 1935 в составе улицы Золотая (участок от улицы Семёновская до реки Кур)
- Флоровская (Фроловская) улица — с 1918 улица Радищева (участок от улицы Дзержинского до улицы Золотая)
- Флоровский (Фроловский) переулок — с 1925 переулок Радищева
- Фомина улица — названа в честь М. С. Фомина
- Фридриха Адлера улица — названа в честь Фридриха Адлера — с 1935 улица Пионеров
- Фруктовая улица
- Фрунзе улица — названа в честь М. В. Фрунзе — до 1930 улица Дворянская (участок от улицы Октябрьская и западнее) и улица Моздровская (участок от улицы Октябрьская до железной дороги)

## Х
- Халинская улица
- Халтурина улица — названа в честь С. Н. Халтурина — до 5 ноября 1918 улица Авраамовская 2-й полицейской части
- Харьковская улица
- Хвойная улица — наименование присвоено 30 июня 1972 части улицы Весёлая деревни 4-е Цветово в связи с включением в городскую черту
- Херсонская улица — ныне улица Дзержинского
- Хомутовская улица
- Хрущёва проспект — наименование присвоено 22 апреля 1994 в честь Н. С. Хрущёва
- Хуторская улица
- Хуторской переулок
- Хуторской проезд

## Ц
- Цветная улица
- Цветовская 1-я улица — наименование присвоено 29 июня 1956
- Цветовская 2-я улица — наименование присвоено 29 июня 1956
- Цветовская 3-я улица
- Цветовский переулок
- Цветовский проезд
- Цветущая улица — наименование присвоено 5 апреля 2022[17]
- Цветущий переулок — наименование присвоено 5 апреля 2022[17]
- Центральная улица — образована 30 июня 1972 из улиц Центральная и 3-я Кирпичная села Рышково в связи с включением в городскую черту
- Центральная улица (село Рышково) — преобразована 30 июня 1972, вместе с улицей 3-я Кирпичная, в улицу Центральная в связи с включением в городскую черту
- Центральная улица (деревня 3-е Цветово) — 30 июня 1972 из одной части улицы образована улица Аллейная, а из другой, вместе с улицей Зелёная, образована улица Кольцевая в связи с включением в городскую черту
- Центральный переулок — название с 24 мая 2002[2]; ранее улица Комсомольская, до 25 июня 2001 улица Комсомольская села Рышково Курского района
- Церковная улица (слобода Стрелецкая) — с 1931 улица Комсомольская
- Цыганская улица — ныне в составе улицы ВЧК (участок от улицы Октябрьская до железной дороги)
- Цыганская на ямах улица (слобода Стрелецкая) — ныне в составе улицы Бутко
- Цыганский на ямах тупик (слобода Стрелецкая) — позже тупик Бутко, ныне в составе улицы Бутко
- Цюрупы переулок
- Цюрупы улица — названа в честь А. Д. Цюрупы

## Ч
- Чайковского улица — названа в честь П. И. Чайковского — до 25 октября 1957 улица Будённого, до 11 февраля 1940 улица Будённовская слободы Стрелецкая
- Чапаева переулок
- Чапаева улица — названа в честь В. И. Чапаева
- Чаручкина улица — с 1930 в составе улицы Первомайская (участок от реки Тускарь до улицы Дубровинского)
- Челюскинцев улица — названа в честь челюскинцев — до 1934 улица Белевцевская
- Черкасская улица — ныне улица Чернышевского
- Чернышевского улица — с 1939 улица Островского, образованна в 1930 из улиц Бережна́я (участок от Дубровинского в сторону реки Тускарь) и Гусиновая (участок от реки Тускарь и далее).
- Чернышевского улица — названа в честь Н. Г. Чернышевского — до 5 ноября 1918 улица Богословская, ранее улица Черкасская
- Черняховского улица — наименование присвоено 22 февраля 1985 в честь И. Д. Черняховского, ранее улица Элеваторная; 14 июня 1985 в состав улицы включена, как её продолжение, улица Охотничья
- Чехова переулок (Чеховский переулок)
- Чехова улица (Чеховская улица) — названа в честь А. П. Чехова — ранее: улица Морозовская; улица Третья Мещанская
- Чикинская улица — ныне улица Ватутина
- Чистая улица
- Чистая улица 2-й полицейской части — ныне улица Кирова
- Чистая улица 3-й полицейской части — ныне улица Чистая
- Чистый переулок
- Чудесная улица — наименование присвоено 18 февраля 2020[10]
- Чулкова Гора улица — до 1900-х входила в состав улицы Белецевская (ныне улица Челюскинцев)
- Чумаковская улица
- Чумаковский тупик

## Ш
- Широкая улица
- Широкая Балка улица — в 1927 вошла в состав улицы Октябрьская (участок от улицы ВЧК до улицы Театральная)
- Школьная улица
- Школьный переулок
- Шоссейная улица (слобода Ямская) — с 1927 улица Интернациональная
- Шоссейная улица (Первая Шоссейная) — с 5 ноября 1918 улица Карла Маркса
- Шоссейная улица (Вторая Шоссейная) (Шоссейная за Херсонскими воротами) — с 5 ноября 1918 улица Энгельса
- Шоссейный 1-й переулок — застроен, наименование присвоено 30 августа 1928
- Шоссейный 2-й переулок — наименование присвоено 30 августа 1928
- Шоссейный 3-й переулок — наименование присвоено 30 августа 1928
- Шпайерская улица — наименование присвоено 27 ноября 1992
- Шубина улица — названа в честь П. А. Шубина 24 июня 1993

## Щ
- Щемиловка улица — ранее улица Нижняя (Малая) Солдатская улица
- Щепкина улица — наименование присвоено 25 октября 1957 в честь М. С. Щепкина; с 1937 улица Микояна; до 1937 улица Театральная; ранее улица Манежная и улица Первая Мещанская 4-й полицейской части
- Щигровская 1-я улица — наименование присвоено 11 мая 1949
- Щигровская 2-я улица — наименование присвоено 11 мая 1949
- Щигровская 3-я улица — наименование присвоено 23 июня 1972 улице Колхозная деревни Мурыновка в связи с включением в городскую черту
- Щигровский 3-й переулок
- Щигровский 4-й переулок
- Щигровский 5-й переулок
- Щигровский 6-й переулок
- Щигровский 7-й переулок
- Щигровский 8-й переулок
- Щигровский 9-й переулок
- Щигровский 10-й переулок
- Щигровский 11-й переулок
- Щигровский 12-й переулок

## Э
- Экспедиционная улица — наименование присвоено 3 февраля 1992
- Элеваторная улица — ныне улица Черняховского
- Элеваторный переулок
- Элеваторный проезд
- Энгельса переулок (от кирпичного завода к КПОГА)
- Энгельса переулок (возле Херсонского кладбища) — ныне проезд Энгельса
- Энгельса проезд — ранее переулок Энгельса; до 1970 улица Кладбищенская; до 1936 переулок Кладбищенский
- Энгельса улица — названа в честь Фридриха Энгельса — до 1918 Шоссейная улица (Вторая Шоссейная) (Шоссейная за Херсонскими воротами)
- Энергетиков улица
- Энергетиков-2 улица
- Энергетиков-4 улица
- Энтузиастов проспект — наименование присвоено 17 февраля 1982

## Ю
- Юбилейная улица
- Южный переулок
- Юности улица (деревня 3-е Цветово) — 30 июня 1972 переименована в улицу Искристая в связи с включением в городскую черту
- Юности улица
- Юных пионеров улица — название улицы Вокзальная в 1930—1945 годах
- Юрьевская улица — с 5 ноября 1918 улица Урицкого

## Я
- Яблоневая улица
- Ягодная улица
- Ямская гора улица — с 15 марта 1943 улица Перекальского
- Ямская улица
- Ясная улица
- Ясный 1-й переулок
- Ясный 2-й переулок